# Göteborgs domkyrka
Göteborgs domkyrka eller Gustavi domkyrka är en kyrkobyggnad belägen i centrala Göteborg. Den är stiftskyrka i Göteborgs stift och församlingskyrka i Domkyrkoförsamlingen inom Svenska kyrkan.
En kyrka har funnits på platsen sedan 1621, då staden Göteborg grundades och den första stadsplanen antogs. Den första permanenta kyrkobyggnaden fick namn efter stadens grundare Gustav II Adolf, som också anslog finansiering för bygget. Till följd av flera bränder är den nuvarande kyrkobyggnaden den fjärde på platsen. Den är uppförd i klassicistisk stil efter ritningar av arkitekt Carl Wilhelm Carlberg och invigdes 1815.
Kyrkan har haft status som domkyrka sedan 1665, då Göteborgs stift inrättades och Göteborg blev biskopssäte.

## Den första kyrkan, "Brädekyrkan"
Innan den första permanenta kyrkan invigdes 1633, fanns det en provisorisk kyrka i Göteborg som kallades "Brädekyrkan". Denna provisoriska kyrka var en av de första byggnaderna i staden, och den första kyrkan i det nuvarande Göteborg, som är den tredje staden som grundats vid Göta älvs mynning och den andra med namnet Göteborg.

## Den första domkyrkan
| Till höger ett utsnitt ur teckning av Göteborg som bedöms härstamma från cirka 1650 av en okänd konstnär och till vänster ett utsnitt av en teckning från 1666 av P. Hectorsson Loffman. I båda bilderna syns den första domkyrkan, bland annat med de rundbågade fönstren och strävpelarna. I båda bilderna syns även Tyska kyrkan i bakgrunden med sitt på den tiden lägre torn. |  | Till höger ett utsnitt ur teckning av Göteborg som bedöms härstamma från cirka 1650 av en okänd konstnär och till vänster ett utsnitt av en teckning från 1666 av P. Hectorsson Loffman. I båda bilderna syns den första domkyrkan, bland annat med de rundbågade fönstren och strävpelarna. I båda bilderna syns även Tyska kyrkan i bakgrunden med sitt på den tiden lägre torn. |
| Till höger ett utsnitt ur teckning av Göteborg som bedöms härstamma från cirka 1650 av en okänd konstnär och till vänster ett utsnitt av en teckning från 1666 av P. Hectorsson Loffman. I båda bilderna syns den första domkyrkan, bland annat med de rundbågade fönstren och strävpelarna. I båda bilderna syns även Tyska kyrkan i bakgrunden med sitt på den tiden lägre torn. |  | |

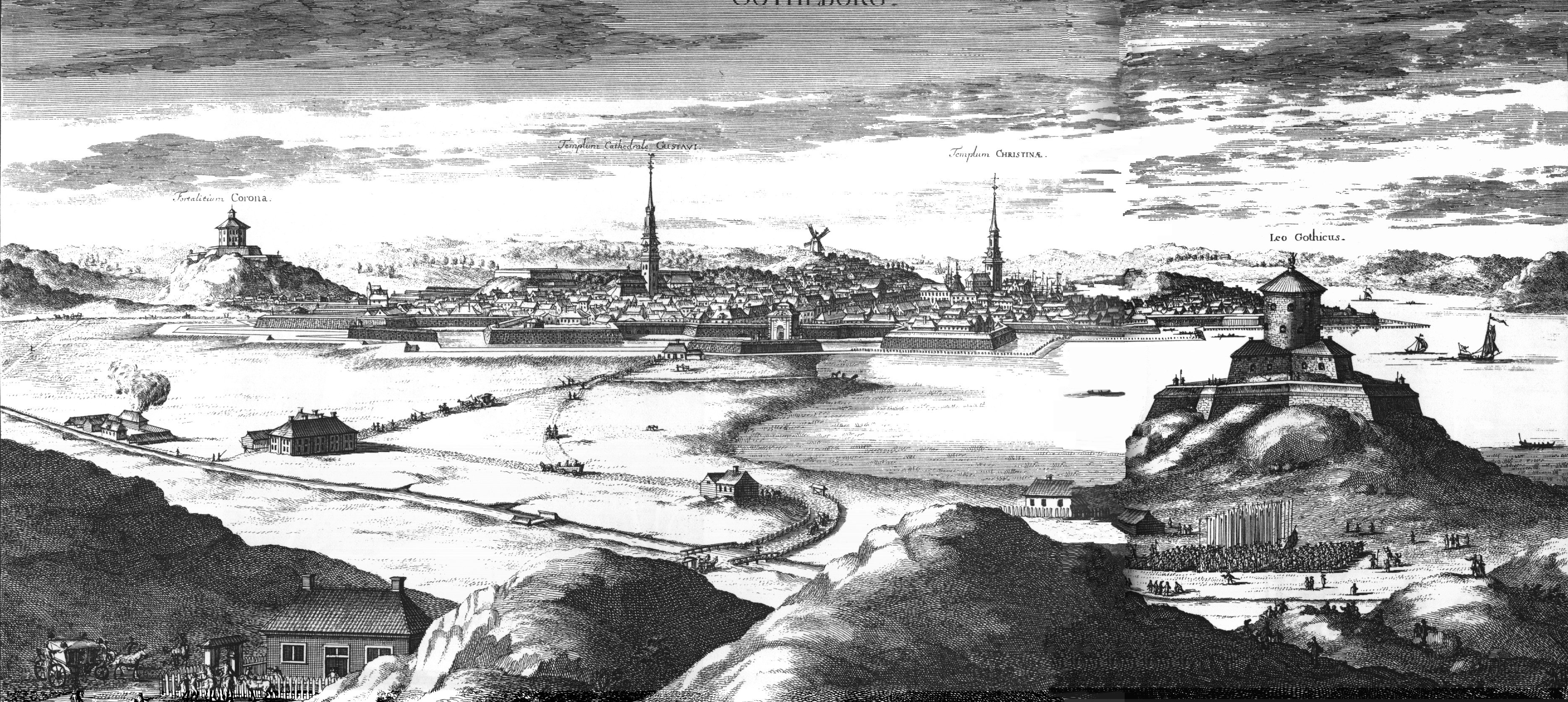
Den första domkyrkan finns avbildad på denna bild ur Suecia Antiqua et Hodierna (den vänstra kyrkan på bilden). Kyrkans torn är kanske väl tilltaget men avbildar troligen dess huvudsakliga former. För övrigt syns här det befästa Göteborg med de två skansarna och landsbygden runt omkring med landerierna.
Bakom Skansen Lejonet till höger syns det på den tiden sanka vassområdet Gullbergsvass, där bland annat Centralstationen och bangården idag ligger. Vassområdet var en viktig del av stadens försvarsanläggning.

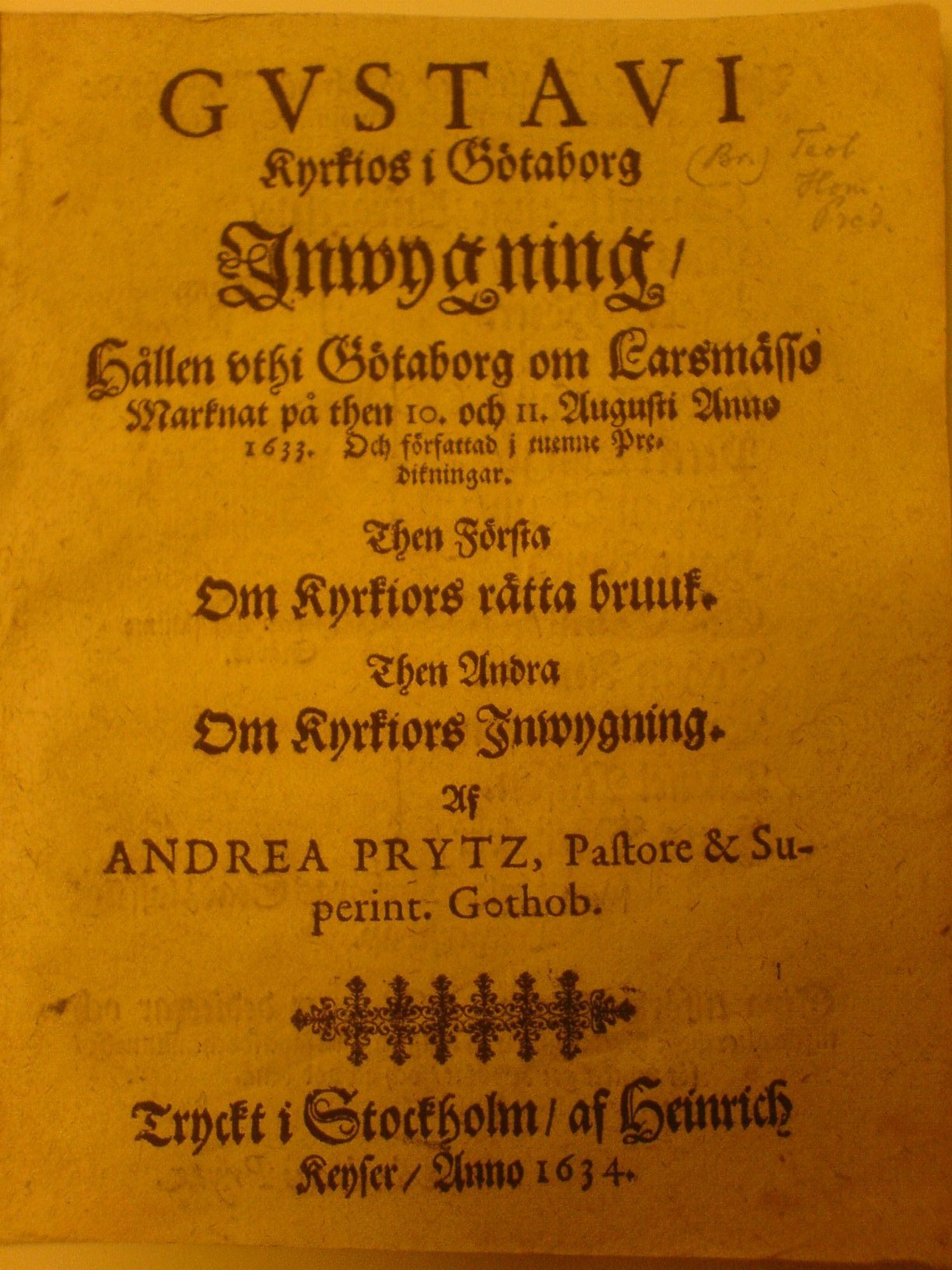
Omslag till superintendent Prytz predikningar vid invigningen av den första kyrkan 1633, (utgivna av Heinrich Keyser, 1634). Finns på LUB.

När en ny kyrka (benämningen "domkyrka" etablerades inte förrän på 1680-talet, se nedan under rubriken Kyrkan blir domkyrka) skulle byggas på platsen anslog Gustaf II Adolf 1627 en inkomst för församlingen att användas för kyrkobygget. Anslaget var en tunna spannmål (125,6 liter) från varje kyrkohemman (det vill säga prästgårdar och liknande kyrklig egendom, så kallade kyrkohärbärgen) under tre år i hela Västergötland. I ett brev till magistraten i Göteborg, den 13 december 1629 utsträcktes denna donation till de tre närmast följande åren.
Platsen för det planerade kyrkobygget var "den allra sankaste delen av staden", den lägsta punkten, men fylldes tidigt på med minst två meter massa. Berget ligger här på ett djup av cirka 30 meter. Superintendenten Sylvester Johannis Phrygius hade i ett "postulat" från tidigt 1620-tal, anfört "Begäre för den skull, att en begravningsplats kan emellan de båda bergen [Stora- och Lilla Otterhällorna] i ekeskogen bliva dem nådigt efterlåten. Täckes E. kungl. maj:t, att den svenska kyrkan skall uppbyggas på samma jordfäste grund, så bliver samme kyrka med sitt torn både från sjön och landet mäkta synlig." Ekskogen skulle dock bevaras som parkområde, men främsta skälet till att förslaget inte antogs, var att platsen då ansågs för avlägsen! i förhållande till den framväxande byn. Kyrkan och stortorget skulle dessutom ligga placerade med högst ett kvarter emellan. Därmed blev platsen till slut fastlagd. Fyllnadsmassorna gjorde även att gravarna klarade sig från grundvattnet.
Efter endast fem år (1626), men mer troligt först 1633, revs "Brädekyrkan", för att ge plats åt det nya kyrkobygget. Det speciella tornet fick dock stå kvar till tjänst för bland annat tornvakten. Kyrkans byggnadsarbete leddes av murarmästare Lars Nilsson. Grundstenen till den nya kyrkan lades av Göteborgs förste justitiepresident, Nils Börjesson Drakenberg, den 19 juni 1626 och 1633 stod kyrkans huvudbyggnad klar. Kyrkan kallades under byggnadstiden, och en tid därefter, för Stora kyrkan.
Den 10 och 11 augusti samma år invigdes kyrkan av superintendent Andreas Prytz, med de två predikningarna: Om kyrkors rätta bruk och Om kyrkors invigning. Till minne av invigningen hölls årligen en predikan i domkyrkan den 10 augusti.
Det nya tornet stod dock klart först tio år senare, i januari 1643 och året dessförinnan hade det gamla tornet rivits; "Brädekyrkans" historia var nu slut.
Några dokument om någon installering av kyrkklockor har inte kunnat spåras. De omtalas av Eric Cederbourg i efterhand (1739) på följande vis:
"Uti tornet hängde tre stora och skiöna ringklåckor, hwilkas starka och wälklingande liud kunde höras 3/4 mihl; utanför bemelte Torn i Norr, wardt upprest en wälliudande timeklåcka af 6 skieppunds tyngd och storleck;"
Timklockan på domkyrkotornets norra vägg var ganska stor, eftersom den skulle ha vägt drygt ett ton när skeppund räknas om till dagens viktenheter.
Däremot finns det dokument om tornurverket. En timklocka och ett nytt urverk av urmakaren Per Larsson sattes nämligen enligt vissa dokument upp i tornet år 1648, (se mer nedan under rubriken Tornurverkens och timklockornas historia i domkyrkan). Urverket byttes senare ut 1670 mot ett annat, tillverkat av urmakaren Jakob Hertingk från Stralsund.
Kyrkan byggdes i gråsten med ytterbeklädnad av holländskt tegel, hade 18 rundbågade, järnkarmade fönster och mellan dem strävpelare samt spetsbågsport med en järnbeslagen, utsirad dörr. Den blev 48,1 meter lång, 20,2 meter bred och 26,5 meter hög till takfrisen och saknade tvärskepp. Tornmuren var 27,6 meter hög, oräknat tornspiran. Kyrkans tak var först klätt med ekspån och därefter med kopparplåt, och i taknockens östra ända satt en vindflöjel i form av en stor förgylld sol av koppar, vilken år 1700 var så bristfällig, att den ersattes med "en hufva af bräder".
Kostnaderna för kyrkobygget uppgick under åren 1625–1634 till 8 387 riksdaler. Kyrkan benämns i räkenskaperna Stora Kyrkan. Kyrkoherdegården stod klar redan 1624.

### Första domkyrkans interiör
Domkyrkan hade 17 åttakantiga bärande pelare. 16 stycken av dem var placerade i långhuset med åtta på vardera långsidan och den sjuttonde fanns i korets mitt. De hade en kvadratisk bas, med två alnars (1,2 meter) sida.
Kyrkans första predikstol ersattes i slutet av 1670-talet med en ny, varpå den äldre år 1682 överläts till den då nyuppförda Kungälvs kyrka.Den äldre är av tysk-nederländsk typ och dess intarsia- och plattskärningsarbeten tyder på att den kan vara tillverkad i Lübeck eller av någon nordtysk hantverkare i Göteborg. Möjligen var den färdig redan till invigningen. Bildhuggaren Marcus Jäger den äldre snidade en ny predikstol med "historiebilder" i alabaster och ebenholts 1674. Han utförde även dopfunten och åtskilliga sniderier på läktare och bänkar.
Domkyrkans tornspira revs år 1700, då den ersattes av en ny.
I domkyrkan fanns också en kungsstol, en bänk för kungliga, som var uppställd över grav nummer 19, belägen i mittskeppet på södra sidan mellan första och andra pelaren från koret räknat. Den hade någon gång på 1680-talet utförts av Marcus Jaeger som för detta arbete ersattes med 960 daler silvermynt. Stolen kläddes 1689 med röd sammet av skräddaren Torsten Gunnarsson. Anledningen tros ha varit Karl XI:s besök i Göteborg den 10 september samma år. Fyra år senare åtog sig Johan Hammer att, mot en ersättning av 400 daler silvermynt, måla Kungsstolen med "en skön och hvit alabaster" samt förse den med zirater i guld.
År 1648 sattes orgelverket upp Det första orgelverket var troligen ett positiv på endast 4-6 stämmor, varför en ny orgel byggdes år 1661 av orgelbyggaren Hans Horn.
Omkring år 1700 utfördes en del ytterligare arbeten med kyrkorgeln i kyrkan. Marcus Jaeger anlitades 1697 för att tillverka fyra korintiska pelare under orgeln, som alltså borde varit placerad i läktarhöjd, sannolikt i mittskeppets västra del invid tornmuren. Vid denna tidpunkt reparerades orgelverket flera gånger: 1696 av Christian Rüdiger, 1699 av Johan Georg Ambthor och 1707 av Elias Wittig. De båda förstnämnda var tyska orgelmästare, Wittig däremot gesäll.

### Kyrkan blir domkyrka
Den första kyrkan var till en början endast en stadskyrka, och benämndes först Gustavi kyrka efter Gustav II Adolf, men även Svenska kyrkan (till skillnad från Tyska kyrkan). Genom superintendenturens förändring till biskopsdöme och inrättningen av ett domkapitel år 1665, upphöjdes den till domkyrka. Först på 1680-talet slog benämningen "domkyrka" igenom.

### Begravningsplatsens olika placeringar
Stadens äldsta begravningsplats var belägen vid foten av Kvarnberget, väster om Kronhuset vid tomt nr 6  i hörnet av nuvarande Torggatan, som då kallades för Kyrkogårdsgränden och Sillgatan (nuvarande Postgatan).
Men sedan den sanka planen omkring domkyrkan 1645 blivit fylld med sand, användes istället den av församlingen som begravningsplats. Planen (senare Domkyrkoplatsen 1846, Domkyrkoplanen 1883, se mer nedan) hade sedan 1644 varit inhägnad av en mur med välvda portar mot norr och söder.

## Den andra domkyrkan
Natten till den 15 april 1721 brann domkyrkan, gymnasiet på domkyrkoplanen och 211 bostadshus ner. Kyrkans murar stod dock kvar och det var därför möjligt att ganska snart återställa byggnaden. På uppdrag av politieborgmästare H von Gerdes presenterade arkitekt P L Leyonsparre, knappt en månad efter branden, tre alternativ för kyrkans återuppbyggnad, varav det tredje förordades av landshövding Nils Posse.
Den 25 maj 1722 (redan efter tretton månader) kunde den andra domkyrkans huvudbyggnad invigas med samma mått som den tidigare domkyrkan, dock med tornhuv i stället för den tidigare spiran.
Taket visade sig dock vara så otätt, så att landshövding Axel Gyllenkrok i oktober 1724 klagade över att det regnade och snöade in. I december 1725 fick stadsingenjören därför i uppdrag att göra upp förslag till en ny taktäckning med koppar, och i juni 1726 började man med det arbetet.
Men tornet tog återigen tio år ytterligare att färdigställa. Därför byggdes en provisorisk klockstapel på kyrkogården, som ritades av förste stadsingenjör Johan Eberhard Carlberg, en farbror till den nuvarande domkyrkans arkitekt (se nedan). Den kunde dock tas i bruk först 1726 eftersom klockorna måste gjutas om efter branden, men fungerade därefter i sex år fram till 1732 då tornet istället kunde tas i bruk.
Det nya tornet var ritat av Tyska kyrkans tornbyggare amiralitetsbyggmästare Nicolaus Müller, även kallad "tornbyggaren mäster Niklas" och liknade förmodligen Tyska kyrkans torn något, även med en liknande huv att döma av avbildningar över staden från tiden. Tornet var åttakantigt och dess huv var 90 fot hög (26,7 meter) ovanför tornmuren. Av de tre kyrkklockorna vägde den största klockan 1,7 ton (10 skeppund), medan de två andra vägde 1 ton (6 skeppund) vardera. De hade gjutits 1726 av Erik Näsman i Stockholm (tidigare i Jönköping, se artikeln Skara domkyrka).
Innertaket kom på plats under åren 1734–1739. Läktaren på den södra sidan uppfördes 1738–1739. Kyrkgolvet täcktes enligt beslut i april 1740 med 1 400 plattor ölandssten, en aln (ca 60 cm) i kvadrat och 2,25 tum (ca 5,5 cm) tjocka.
I oktober 1731 fick Carlberg en ritning godkänd över en (provisorisk) predikstol, och en orgel uppfördes 1733–1734 av orgelbyggaren, direktör Johan Nic. Cahman. Kontraktet undertecknades den 11 januari 1733 och enligt detta skulle orgeln bli "i godt o. fullkoml. stånd lika som orgelw-et i Upsahla nu för tiden befinnes". Orgeln kostade 8 500 daler silvermynt, och var utrustad med 32 stämmor och 5 bälgar.
I januari 1750 kom överintendent Carl Hårleman med förslag till en skulpterad altartavla, som föreställde Kristi kors och två knäböjande änglar. Konstverket skänktes av apotekaren F. M. Luth. Detta altare utfördes enligt kontrakt av den 1 mars 1751, och stod färdigt den 1 februari 1754. Invigningen skedde första adventssöndagen året därpå. Detta altare används fortfarande som domkyrkans altare (se mer om det nedan under rubriken Interiör och inredning).
År 1769 uppfördes ett benhus (likhus) på Domkyrkoplanens nordvästra del, vid hörnet av Kyrkogatan och Västra Hamngatan, med utrymme för fyrtio likkistor. För att undvika en dålig lukt i kyrkan, bestämde magistraten i Göteborg att alla lik som begravdes under perioden 1 april till 1 oktober, först skulle förvaras i benhuset.
Samma år som benhuset uppfördes, stod även kyrkogårdsmuren klar. Det var en 469 alnar (cirka 278 meter) lång mur kring Domkyrkoplanen, där foten var av gråsten och själva muren av tegel som täckts av stor huggen ölandssten. I muren fanns fem rymliga portar, byggda i klinkert och täckta med bly. Materialet från tre av dessa portar flyttades efter branden 1802 över till den nya begravningsplatsen vid fattighusängen, Stampen.
År 1775 uppfördes ett monument över kommerserådet Collin Campbell, utfört av bildhuggaren J H Larchevesque.

## Den tredje (nuvarande) domkyrkan

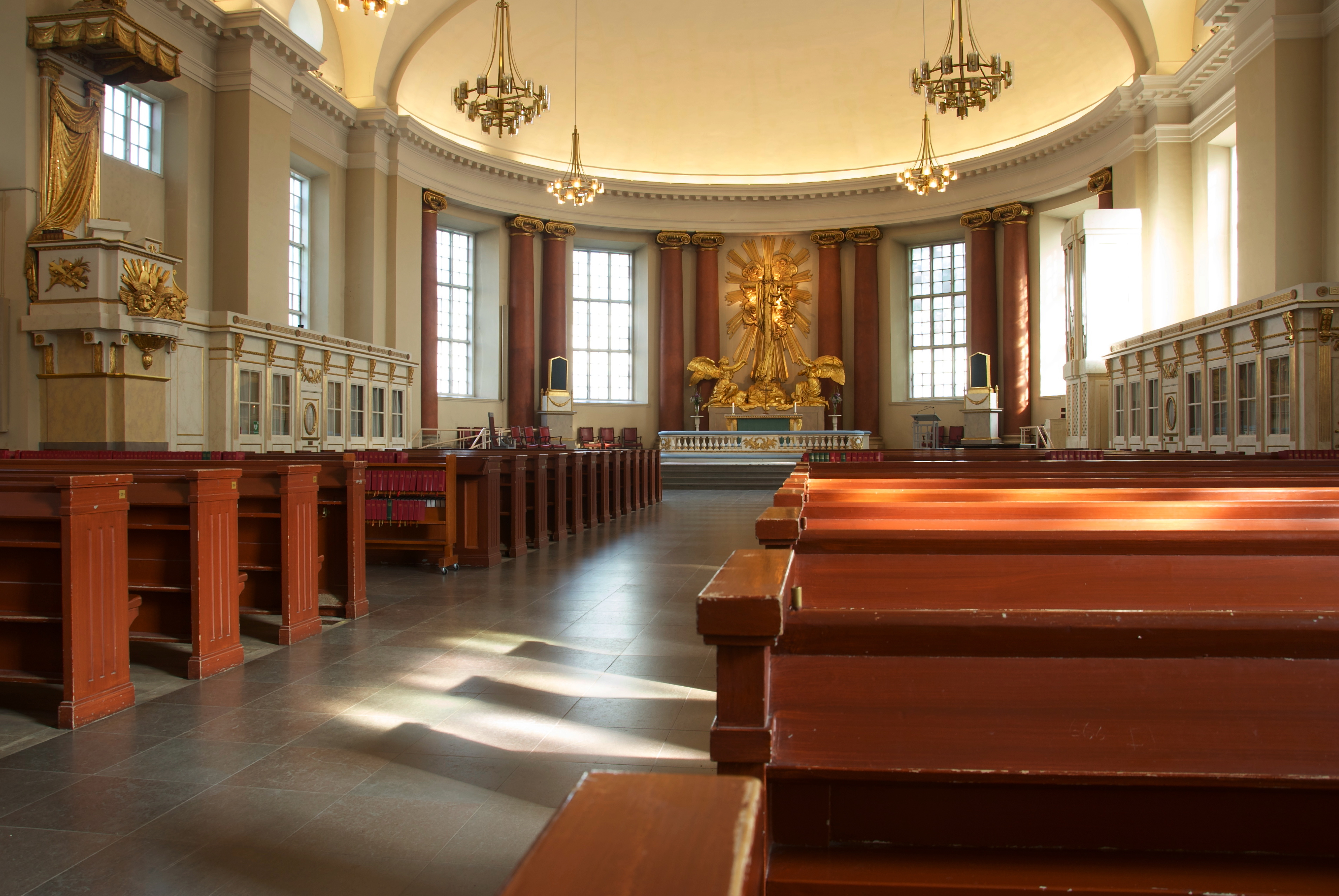
Den nuvarande kyrkobyggnadens interiör (före renoveringen inför 200-årsjubileet).

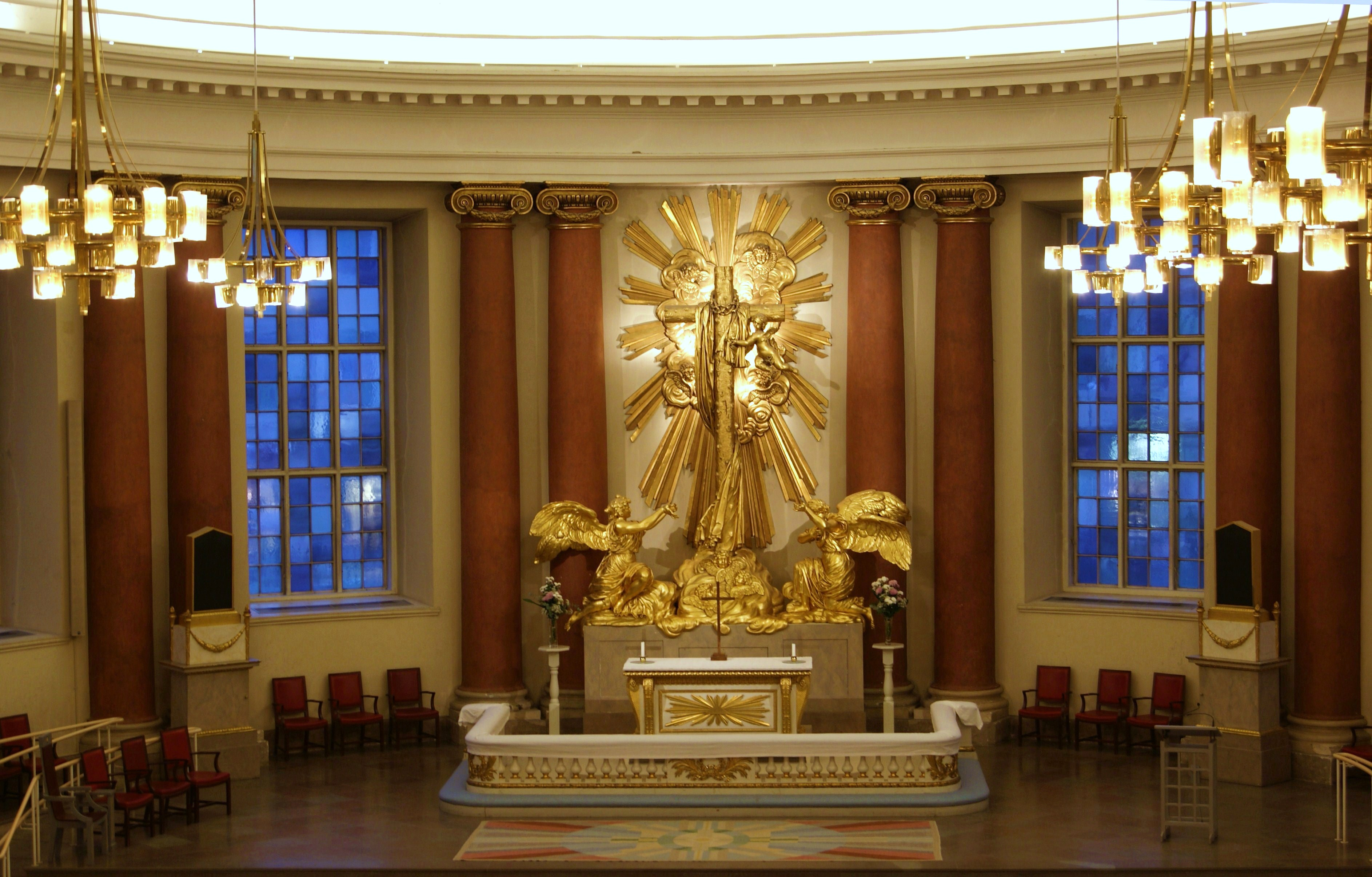
Altartavlan (före den senaste renoveringen).

Den andra domkyrkan brann ner den 20 december 1802 tillsammans med 179 bostadshus. John Hall den äldres begravning hade en kort tid innan hållits i domkyrkan och hans kvarlevor låg kvar i väntan på att en stor grav skulle iordningställas på Örgryte kyrkogård, men liket och den dyrbara kistan blev lågornas rov. Gravarna på den tidigare kyrkogården kring domkyrkan förstördes också så kraftigt av branden att domkyrkogården måste överges som begravningsplats. Begravningarna flyttades därför till Nya Kyrkogården vid Stampen, som invigdes den 11 maj 1804 och ursprungligen var avsedd endast för Domkyrko- och Christine församlingar. Material från de raserade murarna kring den gamla domkyrkomuren samt tre järngrindar, inropades på auktion och användes till en ny inhägnad på kyrkogården vid Stampen.
Denna gång förstördes även själva kyrkobyggnaden så svårt att murarna inte kunde återanvändas. En helt ny kyrka fick alltså uppföras, med start år 1804. Den gamla kyrkans grund kunde dock användas på nytt i den utsträckning den sammanföll med den gamla (tvärskeppen fanns inte tidigare exempelvis). Stenen från den gamla kyrkan användes till privatbyggnader; bland annat lär det "Ingelmanska huset" vid Östra Hamngatan vara byggt av dessa. Kyrkan invigdes av biskop Johan Wingård på Heliga Trefaldighets dag den 21 maj 1815.
Den nya domkyrkan ritades av arkitekt Carl Wilhelm Carlberg, och först år 1808, då kyrkans murar nådde full höjd, slutgodkändes och stadfästes ritningarna av Kungl. Maj:t. Carlberg avled den 14 april 1814 och bygget slutfördes därefter av hans lärjunge, majoren Justus Fredrik Weinberg. Det sägs att Weinberg inte deltog i själva invigningen, av fruktan för att kyrkans flacka tunnvalv skulle störta in. I början av 1900-talet förstärktes konstruktionen. Kyrkan stod dock inte färdig vid invigningen denna gång heller, ty tornet saknades ännu. Hela domkyrkan stod helt färdig först tolv år senare, medan tornet var klart att invigas tio år senare, år 1825. Man kostade på sig en andra invigning den 9 september 1827, då tornhuvens kopparbeklädnad var på plats.
Under samma tid, 1807, uppfördes Domprosthuset i hörnet av Korsgatan 22 och Vallgatan 28 efter mur- och byggmästaren Gottlieb Lindners ritningar.
Efter branden 1802 förvandlades den forna kyrkogården till ett torg, Kyrkotorget, och 1822 belades hela området runt kyrkan och västerut fram till Västra Hamnkanalen (som gick mitt i nuvarande Västra Hamngatan, och fylldes igen 1903–1905) med kullersten och namnet ändrades år 1846 till Domkyrkoplatsen. År 1851 planterades hela platsen kring kyrkan och den omgavs sedan med järnstaket omkring år 1860. Namnet ändrades därför senare till Domkyrkoplanen, vilket fastställdes år 1883. Kyrkans exteriör var efter färdigställandet, i stort sett den vi ser idag. Den större förändring som gjorts är att plintmurar på tornets sidoutbyggnader revs 1832 och ersattes med ett järnstaket.Domkyrkans taxeringsvärde 1889 var 500 000 kronor.
Man beräknar att cirka 20 000 personer ligger begravda inom kyrkans område, samt att cirka 3 000 personer har jordats inne i kyrkan under åren 1635–1802. På korets östra sida finns en minnestavla som erinrar om detta med följande text: 
| ” | DOMKYRKOPLANEN ÄR SEDAN SEKLER KYRKOGÄRD. HÄR VILAR STOFTET AV TJUGO TUSEN DÖDA | „ |
Begravningsplatsen sträckte sig i äldre tider mer åt norr, över nuvarande inhägnad och in på tomterna Drottninggatan 43 och 44 där lik påträffades i välbevarade kistor inne på gårdarna vid byggnadsarbeten 1861.
Domkyrkan var den första kyrka i Sverige som fick centralvärme. Installationen skedde år 1852 under den engelske civilingenjören Hadons ledning. Året därpå, 1853, installerades gasljus som belysning i kyrkan.
Kyrkan var 1857 försäkrad i Brandförsäkringsbolaget Skandia till ett värde av 500 000 Riksdaler riksmynt.
Kyrktornet började luta betänkligt åt sydväst i början av 1900-talet, och kyrkan samt domkyrkoplanen stängdes av under en längre tid då arbetet med grundförstärkningen pågick. Högmässorna hölls då i Tyska kyrkan och aftonsången samt veckogudstjänsterna hölls i Landalakapellet.
År 1904 genomfördes en omfattande restaurering. Kyrkan fick då nytt golv, nya fönster och dörrar, nya bänkar och nytt värmeledningssystem. Biskops- och prästbänkarna togs bort, likaså orgelläktarens flyglar, och läktarna riktades upp. En fullständig ommålning skedde också, likaså förgyllning av predikstol och altargrupp, och det hela fick därigenom en ljus och upplyftande färgstämning i vitt och guld. Tre ljuskronor i brons och renässans, komponerade av samme arkitekt som utfört restaurationen, Axel Lindegren, hängdes upp i taket. Slutligen ombyggdes orgeln av direktör Eskil Lunden.
Domkyrkan restaurerades på nytt 1954–1957, då man bland annat drev ner 313 betongpålar till berggrunden i syfte att stabilisera byggnaden. Kyrkan ansågs i efterhand vara uppförd på "den allra sankaste delen av staden". Återinvigningen skedde den 9 juni 1957. Arkitekt var byggnadsrådet Ragnar Hjort och arbetet utfördes av F O Peterson & Söner.
Åren 1983–1985 skedde ytterligare renoveringar (utvändigt påbörjades den redan 1978). Det var arkitekterna på Defyra Byggnadsvårdskonult AB i Göteborg som lät sig inspireras av Carl Wilhelm Carlbergs intentioner, och låtit 1804 års domkyrkobyggnad "återuppstå." Bland annat fann arkitekterna outnyttjade utrymmen i tornet, där nu kören fått ett repetitionsrum. Dessutom skapades personalrum med pentry, städskrubbar med mera. Man lyckades även bygga in en hiss i en tidigare trappuppgång. På bottenplanet blev det en handikapptoalett och flera rum för dop, vigslar, samtal samt skötsel av småbarn. Sakristian byggdes om, och prästerna fick bättre utrymmen för omklädning och förberedelse. Kyrkotextilierna fick nya förvaringsutrymmen. Konservator Karl Gutjahr gjorde alla restaureringarna med bladguld samt marmoreringar. Lars Sandahl ådrade de nya kyrkbänkarna, som saknar stoppning med tanke på allergiker. Det gäller även avsaknaden av mattor på det nya golvet i öländsk kalksten. Återinvigningen skedde den 21 april 1985.
Genom att åka hiss en bit och därefter ta en trappa med 151 steg, kan man under sommaren besöka domkyrkans torn och njuta av utsikten över Göteborg. Avgiften 30 kronor för vuxna (barn under 13 år gratis) går oavkortat till församlingens diakonala arbete i Göteborg (2017). Torsdag och lördag kl 14, fram till 19 augusti. 
Under 2013 och 2014 renoverades delar av kyrkan inför 200-årsjubileumet, år 2015.

## Domkyrkans arkitektur
Den nuvarande domkyrkan från 1815 är ritad i klassicistisk stil och fick större mått än de båda tidigare. Den är 59,4 meter lång och 38 meter bred – inklusive det nya tvärskeppet som inte tidigare fanns, medan koret och långhuset har bredden 22,86 meter. Vidare är långhusets höjd invändigt 14,25 meter och tornets höjd 52,85 meter.
Ett tydligt exempel på domkyrkans klassicistiska stil är den stora huvudportalen i väster. Den inramas av fyra doriska kolonner (forngrekiska kolonner), som uppbär ett frontonparti. De höggs i Göteborg av skotsk sandsten från Aberdeen. Också pilastrarna i domkyrkans murar är av den doriska ordningen. Också tornhuven pryds av klassicistiska frontonpartier och doriska portaler.
Yttermurarna är i sin helhet murade i gult så kallat holländskt tegel, vilket innebär att tegelstenarna är mindre än vanligt. Dessutom finns på murarna en yttre beklädnad i form av prydnader, såsom klassicistiska blinderingar, lister och friser utförda i Flensburgssten.
Dessa prydnader är ett annat exempel på den klassicistiska stilen, exempelvis den markerade taklisten (frisen) under tornhuven, liksom den tandade listen under tak och friser runt hela byggnaden.

### Stenmaterial i fasaden
Huvudfasaden mot väster har en nyklassicistisk utformning med kolonner. Socklarna till dessa höggs i lingulidsandsten från Kinnekulle, medan kolonnerna är i skotsk sandsten i ren kvartsit från Newbiggin’ Quarry i Burntisland norr om Edinburgh. Vid reparationer av domkyrkan har delar av den skotska sandstenen i portal och frisplattan ersatts av en gulare lemundasandsten. Åren 1904–06 togs en ny dörr upp i tornväggen mot söder, vilken fick en portal i burgsvikssandsten.

### Interiör och inredning

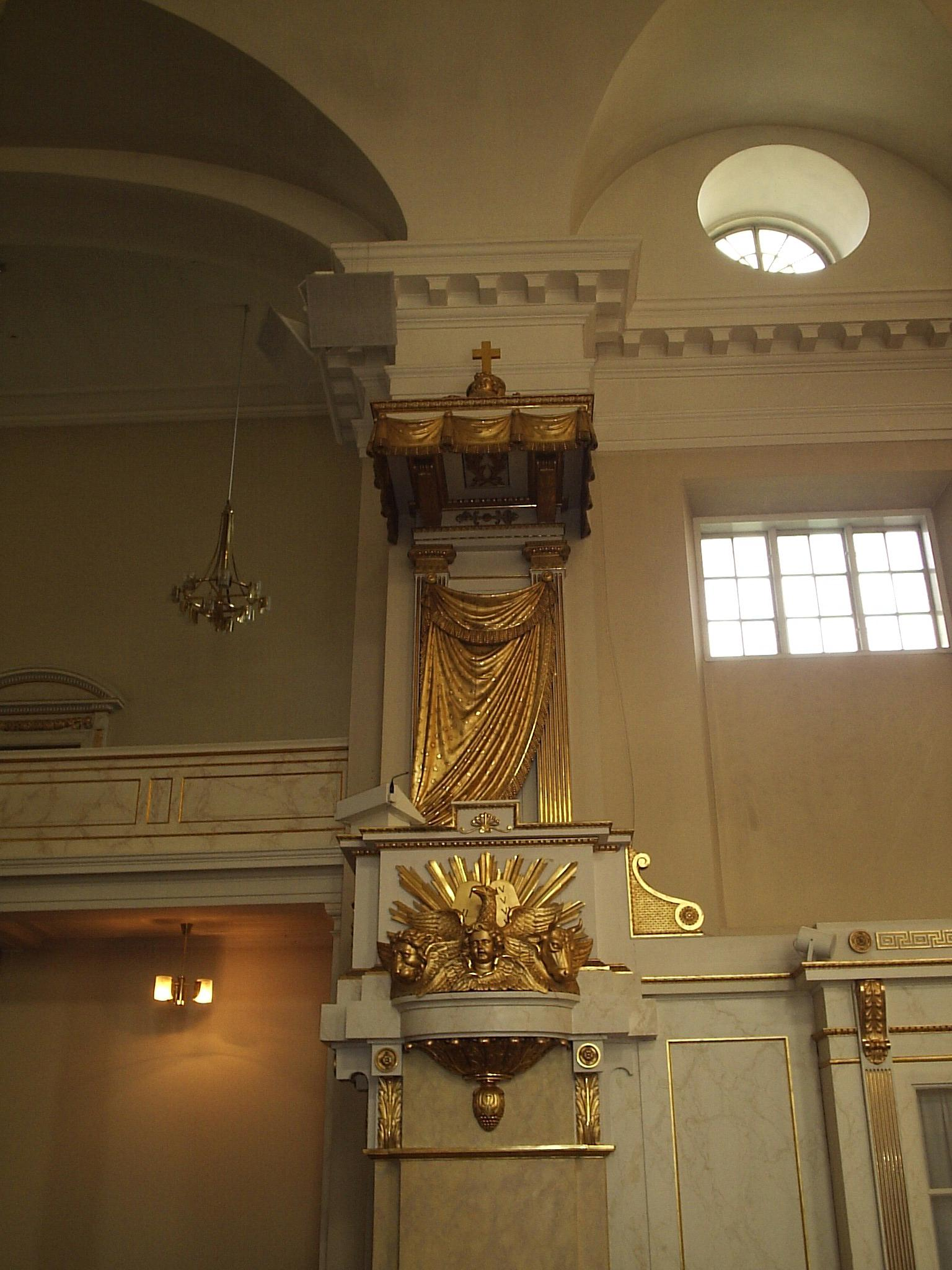
Axel Magnus Fahlcrantz ritade predikstolen i empirstil. Den är också prydd med skulpturer av Fahlcrantz.

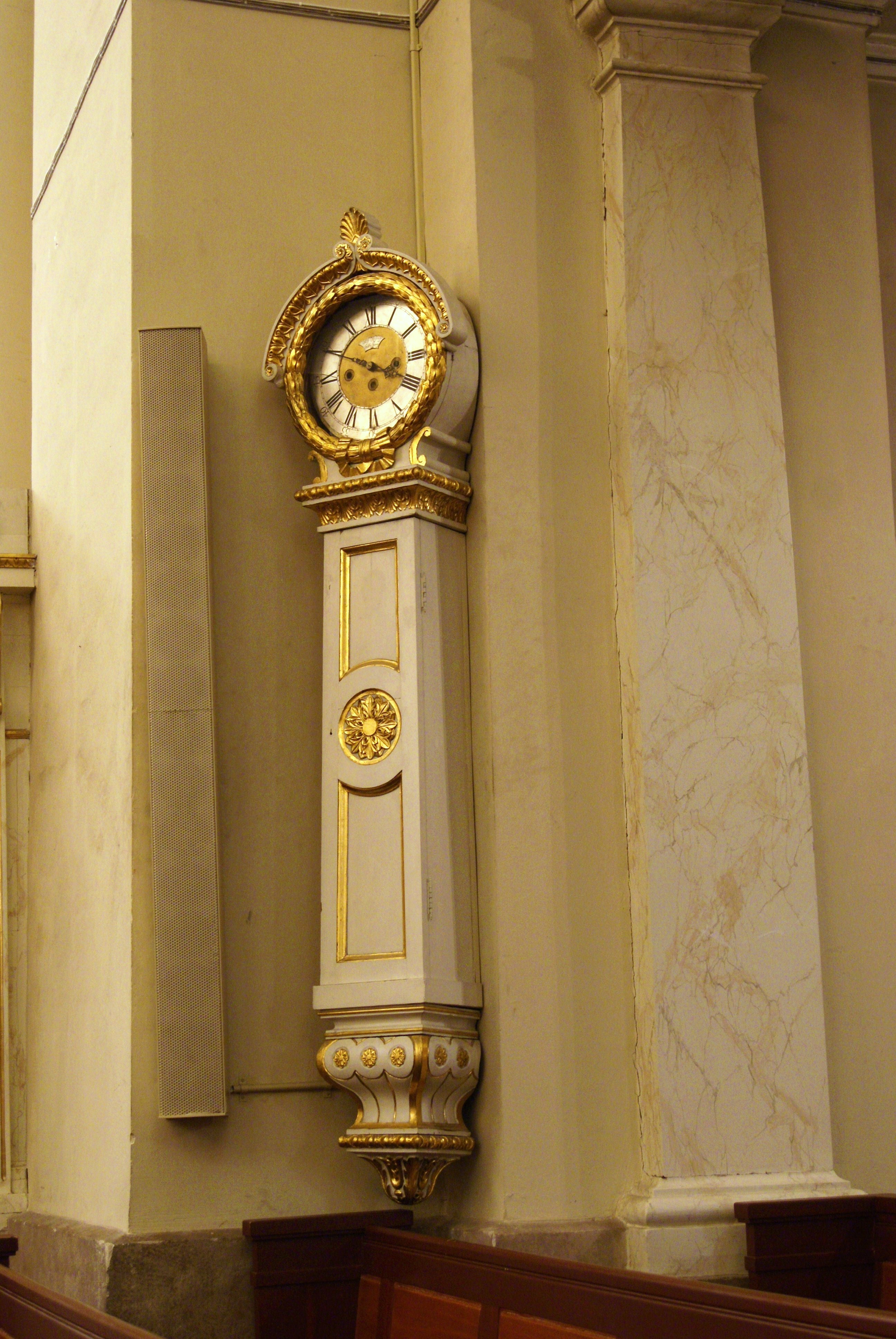
Vägguret tillverkades omkring 1751 av urmakare Olof Rising (1718–1783) och klarade sig från branden 1802.

Inredningen visar inslag av flera stilar, främst klassicism och empir. 
Klassicismen syns exempelvis i de tio joniska halvkolonnerna i korväggen. Dessa är av trä, marmorerade i grått (efter renoveringen 2013–2014) med bladguld högst upp. Även läktarna i kyrkans korsarmar i tvärskeppet och orgelläktaren i väster är exempel på klassicismen, eftersom samtliga läktare i tvärskeppen och i väster vilar på sexton fristående toskanska pelare i trä.
Empirestilen finns representerad i kombinationen av vitt och bladguld i många av inredningsdetaljerna som den inglasade biskopsbänken som idag används som samtalsrum för besökare och präster, vägguret och läktarna. Ett annat exempel är predikstolen (se bilden till höger) som ritats av arkitekten och professorn Axel Magnus Fahlcrantz. 
Änglafigurerna på altaret representerar istället en mer barockbetonad stil, eftersom de tillhör den gamla altaruppsättningen från 1700-talet. De är skulpterade 1752 av Jacques Adrien Masreliez, under ledning av den berömde Carl Hårleman och kunde räddas undan branden.
Domkyrkans inredning ger ett ljust och lätt intryck genom den vita färgen och bladguldet. Kyrkan saknar helt vapenbilder på väggarna på grund av den ödeläggande branden 1802. Vapenbilder kännetecknar annars kyrkor som grundlagts under stormaktstiden och dessförinnan.
Det gamla vita delvis förgyllda vägguret i domkyrkan är från 1700-talet och räddades således från branden 1802. Det flyttades under restaureringen 1954–1957 till södra tvärskeppets östra vägg vid biskopsbänkens ingång. Tidigare stod det vid södra långväggen mot Kungsgatan. Uret är inklätt i ett vitmålat fodral med förgyllda lister som går i stil med övrig inredning i kyrkan. Det tillverkades 1751 av urmakare Olof Rising i Göteborg, som också tillverkade urverket. År 1957 renoverades uret grundligt av urspecialisten Arthur Johnsson i Göteborg, då även det vackert silverklingande slagverket iståndsattes. Slagverket används dock vanligen inte, då det kan störa gudstjänstlivet och andra aktiviteter i kyrkan.

### Orglar

#### Huvudorglar

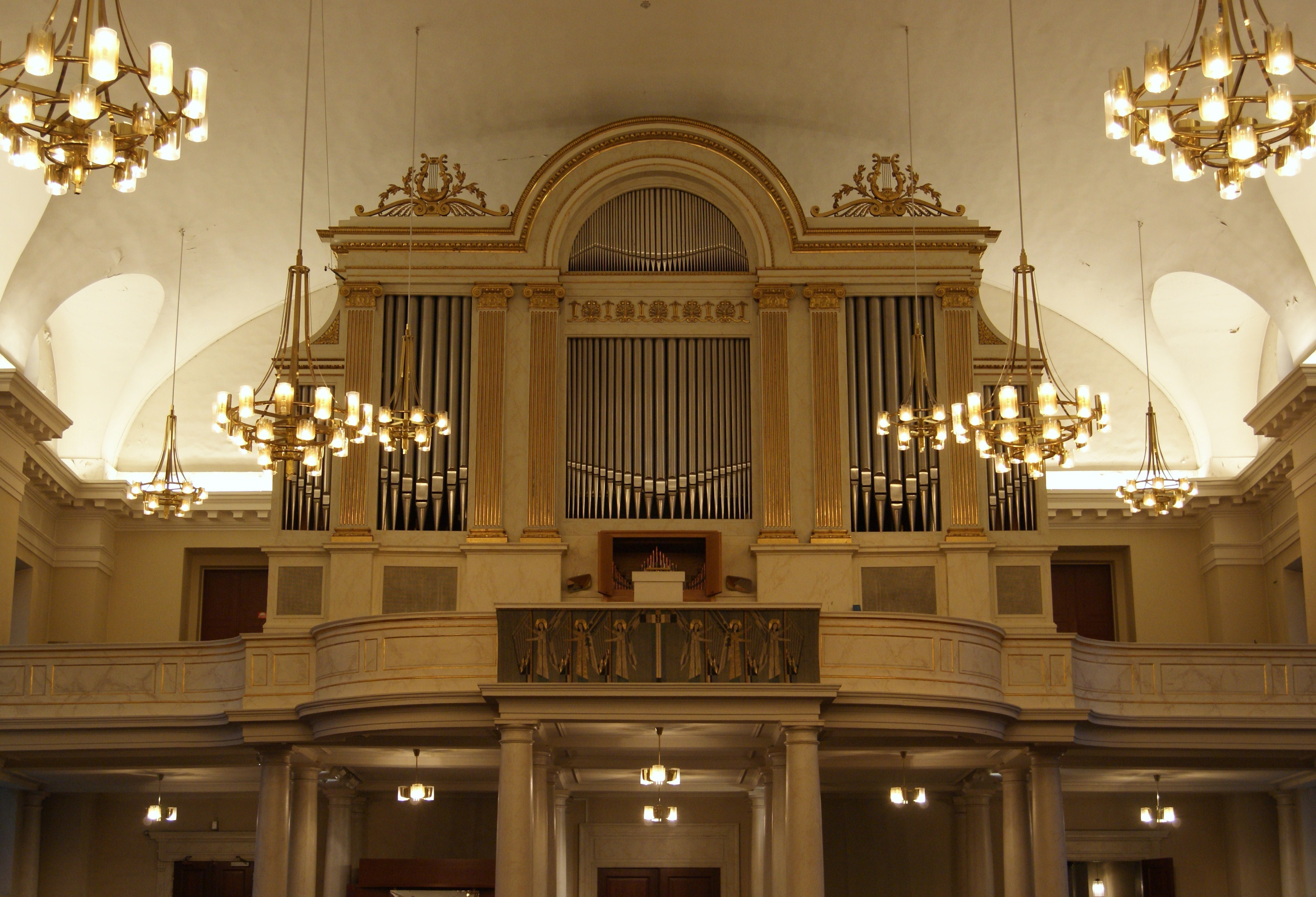
Kyrkorgeln på orgelläktaren.

##### 1734
År 1734 byggde Johan Niclas Cahman en orgeln  för 8500 daler silvermynt. Den hade 35 stämmor och fem bälgar. Den reparerades av Jonas Gren och Petter Stråhle, Stockholm. 1755 förbättrade Jonas Hielm några saker på orgelverket.

###### Disposition
| Huvudverk           | Öververk              | Pedal              |
| Kvintadena 16       | Kvintadena 8'         | Principal 16'      |
| Principal 8'        | Spetsflöjt gedackt 8' | Untersats 16'      |
| Flachflöjt 8'       | Principal 4'          | Oktava 8'          |
| Viola da gamba 8'   | Spetsflöjt 4'         | Gedackt 8'         |
| Oktava 4'           | Kvinta 3'             | Kvinta 6'          |
| Rörflöjt 4'         | Oktava 2'             | Oktava 4'          |
| Fleut Traversier 4' | Waldflöjt 2'          | Rauskvint Mixtur 5 |
| Kvint 3'            | Sesquialtera II       | Basun 16'          |
| Gemshorn 2'         | Scharf III            | Trumpet 8'         |
| Rauskvint 2         | Vox humana            | Trumpet 4'         |
| Mixtur 4 chor       | Trumpet 4'            |                    |
| Trumpet 8'          |                       |                    |
| Trumpet 16'         |                       |                    |
| Tremulant           |                       |                    |

##### 1812
En orgel började byggas 1812 av Olof Schwan, som hade kontrakterats redan 1805, men avled 1812 under arbetets gång. Arbetet övertogs därefter av Johan Eberhard och orgeln invigdes 1816. Installationen beskrevs i "Götheborgs Stifts Historia och Herdaminne", 1835 sålunda: 
"Orgelwerket, förfärdigadt af Johan Eberhard, har en structur af 17 3/4 alnars längd med en höjd af 15 3/8 alnar, men vid sidorne blott 12 1/2 alnar, samt en djuplek af 5 2/4 alnar. Det består af ett Soubassement och deröfwer 6 st. Joniske Pilastrar med förgyllde Baser, capiteler och canelurer, mellan hwilke fälten äro fyllde med synlige wäl polerade pipor af Engelskt tenn. Öfwer Pilastrarne är ett rikt skulpteradt, och med förgyllningar orneradt listwerk, som öfwer nedersta pipfältet formerar en half j cirkelbåge. Öfwerst och på sidorne om denna båge äro 2:ne Colossala förgyllde Lyror med kransar och ornamenter anbragte."
Orgeln blev senare ombyggd och renoverad flera gånger, så även 1824 av P. Z. Strand: "År 1824 blef detta Orgelwerk renoveradt af Directeuren och Orgelbygaren P.Z. Strand, som tillika i gången bakom werket insatte en Untersatz och en ContraViolon stämma, och sedan werket således fått 2:ne stämmors tillökning, består det nu af följande 44 stämmor."
År 1835 bestod orgeln av följande 44 stämmor:
| Manual I               | Manual II       | Pedal              |
| ---------------------- | --------------- | ------------------ |
| Principal 16'          | Spetsgedacht 8' | Untersats 32'      |
| Borduna 16'            | Qvintadena 8'   | Principal 16'      |
| Principal 8'           | Sångstämma 8'   | Violon 16'         |
| Piffaro Salizionali 8' | Rörflöjt 8'     | Dubbel sub-bas 16' |
| Flaggflöjt 8'          | Principal 4'    | Täckt qvinta 12    |
| Fugara 8'              | Qvinta 3'       | Octava 8'          |
| Qvinta 6'              | Waldflöjt 2'    | Gedacht 8'         |
| Octava 4'              | Scharff III     | Öppen qvinta 6'    |
| Rörflöjt 4'            | Trumpet 8'      | Octava 4'          |
| Qvinta 3'              | Trumpet 4'      | Flöjt 4'           |
| Octava 3'              | Vox Virganea 8' | Qvinta 3'          |
| Mixtur V               |                 | Rörflöjt 2'        |
| Trumpet 16'            |                 | Blockflöjt 1'      |
| Trumpet 8'             |                 | Kontrabasun 32'    |
|                        |                 | Basun 16'          |
|                        |                 | Trumpet 8'         |
|                        |                 | Trumpet 4'         |
|                        |                 | Cornettin 2'       |

Efter en inspektion av orgelverket, kontrakterades orgelbyggaren G. Andersson 1838 om rengöring och trimning av orgelverket, vilket ansågs slutfört i juni 1840. Därefter år 1849 utfördes reparationer, som kostade 25 500 riksdaler, av den danske orgelbyggaren Jürgen Marcussen (1781-1860).

##### 1904
År 1904 byggde Eskil Lundén en ny orgel.
| Manual I (C-f3)     | Manual II (C-f3)    | Manual III (C-f3)   | Pedal (C-d1)      | Koppel |
| ------------------- | ------------------- | ------------------- | ----------------- | ------ |
| Principal 16'       | Borduna 16'         | Kvintatön 16'       | Untersatz 32'     | I/P    |
| Borduna 16'         | Bassetthorn 8'      | Violinprincipal 8'  | Principal 16'     | II/P   |
| Principal 8'        | Salicional 8'       | Aeolin 8'           | Dubbel Subbas 16' | III/P  |
| Viola di gamba 8'   | Gedackt 8'          | Voix céleste 8'     | Kontraviolon 16'  | II/I   |
| Flûte harmonique 8' | Dubbelflöjt 8'      | Flûte harmonique 8' | Kvinta 12'        | III/I  |
| Gamba 8'            | Kvintatön 8'        | Flöjt amabile 8'    | Principal 8'      | III/II |
| Violin 8'           | Oktava 4'           | Harmonika 8'        | Violoncell 8'     |        |
| Oktava 4'           | Flûte harmonique 4' | Violin 4'           | Gedackt 8'        |        |
| Gemshorn 4'         | Valtflöjt 2'        | Gambetta 4'         | Kvinta 6'         |        |
| Rörflöjt 4'         | Rauschkvint II      | Eufon 8'            | Oktava 4'         |        |
| Kvinta 3'           | Trumpet 8'          | Crescendosvällare   | Kontrabasun 32'   |        |
| Oktava 2'           | Klarinett 8'        |                     | Fagott 16'        |        |
| Kornett IV          | Crescendosvällare   |                     | Basun 16'         |        |
| Mixtur III          |                     |                     | Trumpet 8'        |        |
| Trumpet 16'         |                     |                     |                   |        |
| Trumpet 8'          |                     |                     |                   |        |

Fasta kombinationer: Piano, mezzoforte, forte och tutti. Två fria kombinationer samt registersvällare.

##### 1962
Den nuvarande orgeln på orgelläktaren i väster är byggd 1962 av A. Magnusson Orgelbyggeri AB och har 46 stämmor fördelade på tre manualer och pedal. Den klassicistiska orgelfasaden i vitt och guld har bibehållits. 

###### Disposition
| Huvudverk (I) C-g3 | Svällverk (II) C-g3  | Bröstverk (III) C-g3 | Pedalverk (P) C-f1 | Koppel |
| Kvintadena 16'     | Harfenprincipal 8'   | Trägedakt 8'         | Principal 16'      | I/P    |
| Principal 8'       | Rörflöjt 8'          | Rörflöjt 4'          | Subbas 16'         | II/P   |
| Koppelflöjt 8'     | Principal 4'         | Principal 2'         | Oktava 8'          | III/P  |
| Oktava 4'          | Blockflöjt 4'        | Täckflöjt 2'         | Gedackt 8'         | II/I   |
| Spetsflöjt 4'      | Nasard 2 2⁄3'        | Sifflöjt 1 1⁄3'      | Pommer 5 1⁄3'      | III/I  |
| Rörkvint 2 2⁄3'    | Waldflöjt 2'         | Ters 4⁄5'            | Oktava 4'          | III/II |
| Oktava 2'          | Hålters 1 3⁄5'       | Cymbel 2 ch          | Rörpipa 4'         |        |
| Mollters 16⁄19'    | Kvinta 1 1⁄3'        | Krummhorn 8'         | Nachthorn 2'       |        |
| Mixtur 6 ch        | Septima 1 1⁄7'       | Regal 4'             | Mixtur 4 ch        |        |
| Trumpet 8'         | Piccolo 1'           | Tremulant            | Fagott 32'         |        |
| Clairon 4'         | Cornett composé 5 ch |                      | Basun 16'          |        |
|                    | Scharf 4 ch          |                      | Trumpet 8'         |        |
|                    | Dulcian 16'          |                      | Trumpet 4'         |        |
|                    | Skalmeja 8'          |                      |                    |        |
|                    | Tremulant            |                      |                    |        |

#### Kororgel
- Kororgeln är tillverkad 2008 av Tostareds Kyrkorgelfabrik. Den har tjugo stämmor fördelade på två manualer och pedal.

##### Disposition
| Huvudverk (I) C-g3  | Svällverk (II) C-g3 | Pedalverk (P) C-f1 | Koppel   |
| Borduna 16'         | Violinprincipal 8'  | Subbas 16'         | I/P      |
| Principal 8'        | Rörflöjt 8'         | Violoncell 8'      | II/P     |
| Borduna 8'          | Salicional 8'       | Basun 16'          | II/I     |
| Flûte harmonique 8' | Voix céleste 8'     |                    | 4'/I     |
| Gamba 8'            | Flûte octaviante 4' |                    | II 16'/I |
| Octava 4'           | Piccolo 2'          |                    |          |
| Quinta 2 2⁄3'       | Oboe 8'             |                    |          |
| Octava 2'           | Clarion 4'          |                    |          |
| Trumpet 8'          | Tremolo             |                    |          |

#### Diskografi
- Musik i Domkyrkan / Andrée, Elfrida , kompositör ; Nilsson, Bengt, orgel ; Svensson, Rose-Marie, orgel. CD. Intim musik. IMCD 098. 2005.
- Variationer för orgel : "över den kristliga dagvisan" (den signade dag, Sv kps 424) / Cervin, Henrik, orgel. LP. Opus 3 8307. 1983.

### Tornets utrymmen och Norra kapellet
Tornet och dess båda tillbyggnader i söder och norr inrymmer stora utrymmen. På bottenvåningen i tillbyggnaden i norr ligger Norra kapellet, ett kapell för mindre gudstjänster, med dörr in mot kyrkan. Kapellet har en egen orgel och ett eget altare, framför ett fönster med en glasmålning i högbränt, blyinfattat glas av Randi Fisher och Ralph Bergholtz från 1962. I kapellet finns också en bonad från samma år av Sofia Widén och en tavla med Kristusmotiv. För besökarna finns stolar istället för kyrkbänkar.
I övriga utrymmen i dessa lokaler finns även en övningslokal för domkyrkans körer, en brudkammare och personalutrymmen för vaktmästare och annan personal.

### Inventarier
År 1683 skänkte några av kyrkans vänner idag ännu bevarade inventarier, som räddats undan bränderna. Det är en kalk, gjord 1679, och en dopskål, gjord 1688. Av andra dyrbarheter från äldre tider kan nämnas en oblatask i renässans, med ett adligt och ett borgerligt vapen och årtalet 1634 inristat, samt en driven vinkanna med årtalet 1774.
Av kyrkans äldsta silverföremål kan nämnas: Ljusstakar med vikten 344 lod (4,6 kg), skänkt år 1683 av arvingarna till Cecilia von Lengerkens. Dopskål med vikten 49 lod (6,5 hekto), skänkt år 1688 av A S Holmer och C Lang. En oblatask med lock, vikt 31 lod (412 gram), med inskriften N. N. S. K. C. D. och med två allegoriska utsirningar samt inskriptionen Anno 1634.
I kyrkan står en 150 centimeter hög dopfunt i romansk stil och gjuten i brons. Den skänktes till kyrkan 1882 av grosshandlare A F Nilsson. Däckeln föreställer ett torn, krönt av en glob och ett kors samt har inskriptionen på globen "Crux Christi, spes mea". På själva funtens överkant står bibelspråket Markus l0: 14, i gammaltysk stil.

## Tornets klockor och urverk
I tornet hänger fyra kyrkklockor som sammanlagt väger ungefär 13,8 ton. Tillsammans med slagklockorna för urverket väger de sammanlagt 15,5 ton. Det är den största sammanlagda vikten av klockor i ett och samma torn i Sverige.
Kyrkklockorna är stämda efter storleksordning enligt följande: Storklockan är stämd i ostrukna giss i andra oktaven, de två andra större klockorna i a och b i andra oktaven och den minsta klockan, "Böneklockan", är stämd i ettstrukna diss i tredje oktaven.
Fram till 1908 ringdes alla kyrkklockorna för hand, men 1907 anslog kyrkorådet en summa för att köpa in en elektrisk ringanordning för de tre största klockorna. Denna installerades 1908. När Böneklockan fick elektrisk ringanordning installerad är inte känt, men den installerades inte 1908, eftersom kyrkorådet då sköt det på framtiden av kostnadsskäl.
Den 10 maj 1854 inträffade en tragisk olycka i Domkyrkotornet, då "barackhjon" Dahlbom fick båda benen krossade i samband med att han assisterade vid ringning. Han avled senare samma dag på Sahlgrenska sjukhuset.

### Storklockan

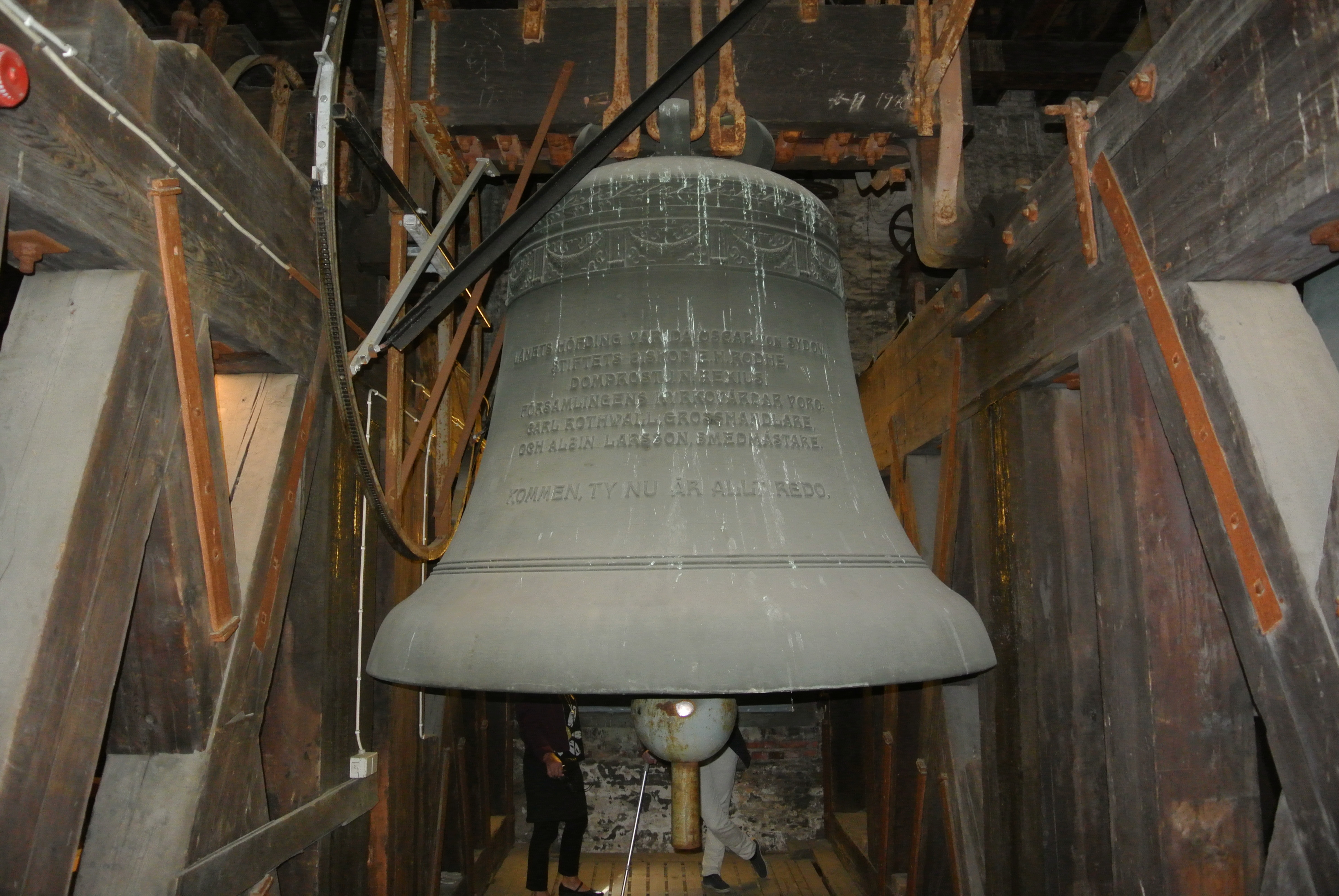
Storklockan.

Den största klockan i domkyrkan är gjuten den 24 juli 1925, väger 5 280 kg, med kläpp 5 550 kilo, och har en höjd på 205 centimeter och en största diameter på 201 centimeter. Klockan kom på plats den 3 oktober samma år. Denna klocka är den tredje största i Sverige efter Storan i Uppsala domkyrka på 7 367 kg och i Tyska kyrkan (S:ta Gertruds ) på 5,5 ton. Den göts efter att den gamla storklockan på 6 ton hade spruckit vid Oscar II:s själaringning i december 1907. I perioden mellan 1907 och 1925 misslyckades två försök att gjuta en så stor klocka, med vissa avtalsproblem och tvister som följd. Den nuvarande klockan är gjuten av M & O Ohlsson i Ystad (som misslyckades med en 100 kg tyngre klocka 1923). 
För 7 500 kronor, levererades i september 1912 en ny klocka av Bergholtz klockgjuteri, som lyckats med många klockor i många andra kyrkor (till exempel i Hedvig Eleonora kyrka och Maria Magdalena kyrka i Stockholm, Karlstads domkyrka och Sankt Nikolai kyrka i Örebro), men hos denna klockan upptäcktes omedelbart håligheter i klockans krona som provisoriskt fyllts med bly. Den defekta klockan på 4 800 kilo, såldes till Götaverken i oktober 1917 för 19 200 kronor.
Först användes klockkläppen från den gamla storklockan från 1825 i den nya, men den var gjord för en större klocka på 6 ton och slog för hårt i den nya. Därför svarvades kulan på kläppen efter en tid ner, med en mjukare och vackrare klang som följd. Cirka tolv år efter att den nya klockan hade hängts upp 1925, brast dock kläppens bygel och föll ner under klockan. Försök att laga kläppen med gassvetsning misslyckades, materialet var utmattat. En helt ny kläpp måste alltså beställas och den smiddes hel av Björneborgs bruk i Värmland och svarvades sedan av Larssons Mekaniska Verkstad i Göteborg. Kläppen vägde vid upphängningen 1935 i färdigt skick 137 kg, medan råmaterialet innan svarvningen var på 210 kg. 73 kg svarvades alltså av. Längden uppgår till 160 cm och slagkulans diameter är 25 cm.
Storklockan "sjunger" i tonanalysen ostrukna giss.
Inskriptioner

Mot söder:

"UNDER ÅRET 1923, EFTER HERRENS OCH FRÄLSARENS JESU CHRISTI FÖDELSE, UTI KONUNG GUSTAF VTES SEXTONDE REGERINGSÅR, GÖTS DENNA KLOCKA AV M & o OHLSSON I YSTAD" (Obs! att gjutningsåret är felaktigt, se ovan)
Mot norr:

"LÄNETS HÖFDING VAR DÅ OSCAR VON SYDOW, STIFTETS BISKOP E. H. RODHE; DOMPROST J. N. REXIUS, FÖRSAMLINGENS KYRKOVÄRDAR VORO CARL ROTHWALL, GROSSHANDLARE, OCH ALBIN LARSSON, SMEDMÄSTARE. KOMMEN, TY NU AR ALLT REDO"

### Övriga klockor

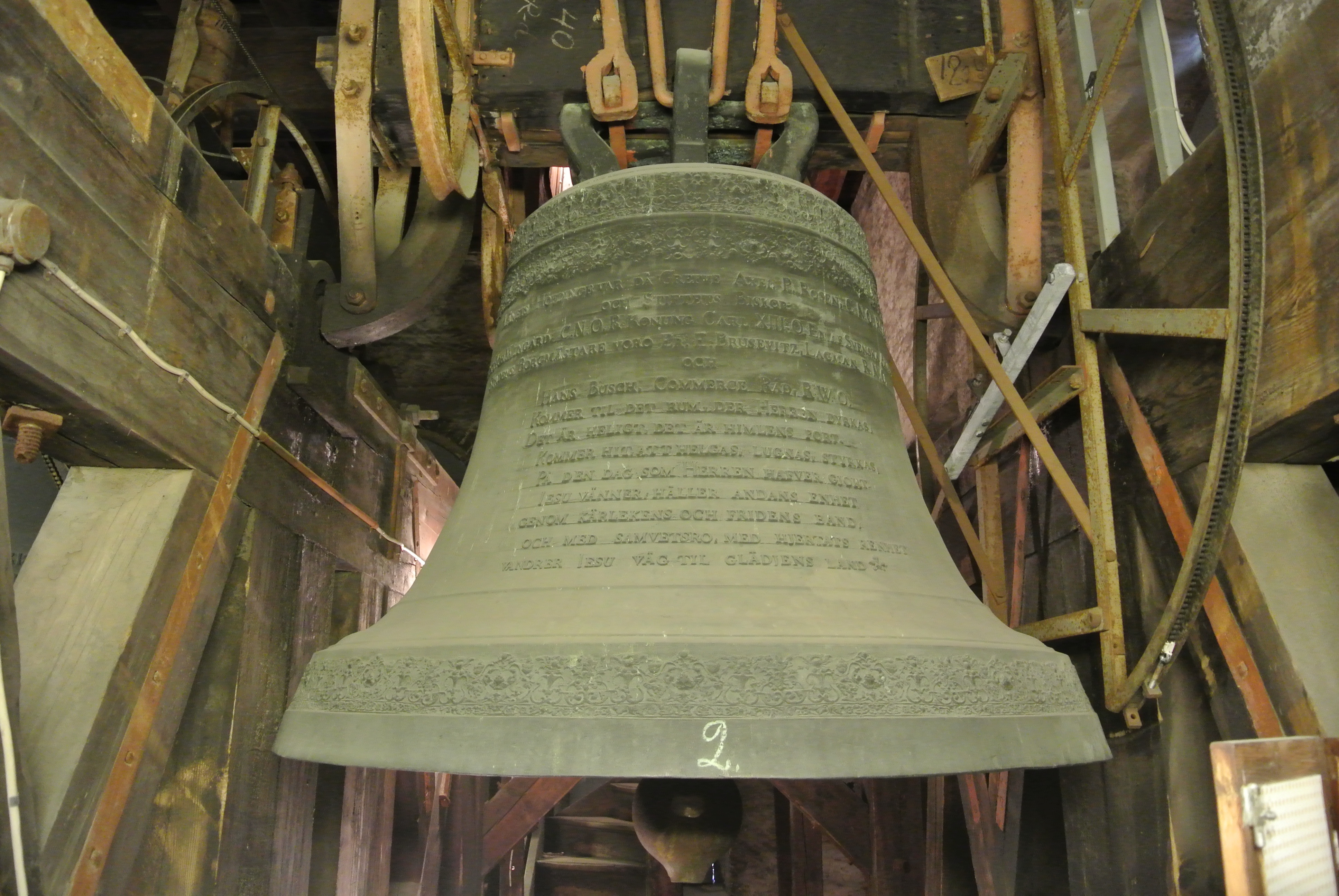
Söndagsklockan.

De övriga tre kyrkklockorna är alla gjutna av mekanikus Charles Apelquist. Dessa tre är, inklusive inskriptioner:

Söndagsklockan
- Har diametern 185 centimeter och höjden 189 centimeter, vikt 3 473 kilo. Gjuten 1815. Slagton A°.

Mot norr:

UTI KONUNG CARL XIIIS 6TE REGERINGSÅR
DÅ GUSTAVI DOMKYRKA, AFBRUNNEN DEN 20 DECEMBER 1802,
UPPSTIGIT FÖRNYAD UR GRUSET,
GÖTS DENNA KLOCKA.

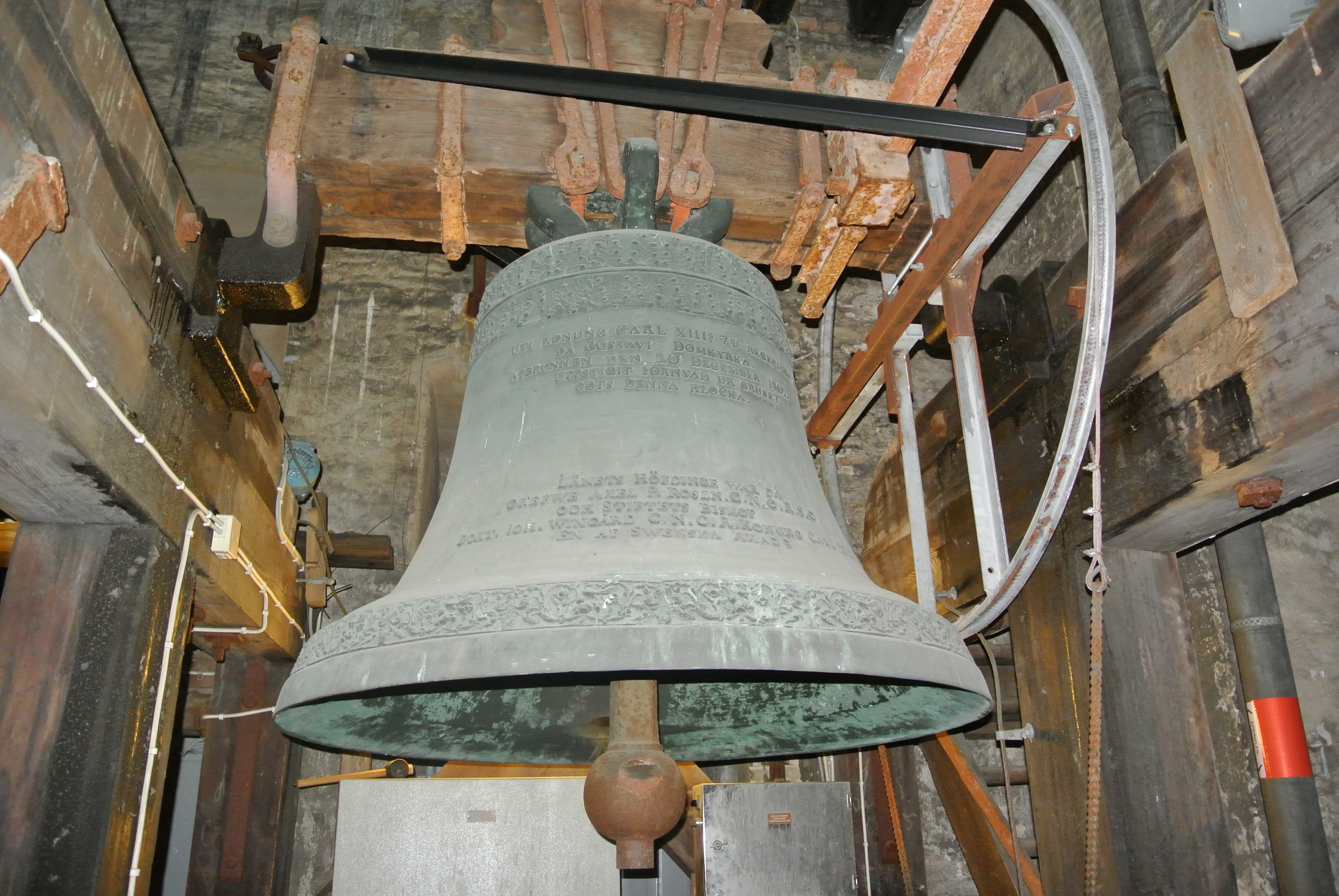
Böneklockan.

GUTEN PÅ KONGL. STYCKGUTERIET MARIEBERG
ÅR 1815,
AF
CHARLES APELQUIST. R.W.O.
Mot söder:

LÄNETS HÖFDINGE VAR DÅ GREFVE AXEL P. ROSEN. C.N.O. R.S.O.
OCH STIFTETS BISKOP
DOKT. JOH. WINGÅRD, C.N.O. R. KONUNG CARL XIIIS O, EN AF SVENSKA AKADN,
STADENS BORGMÄSTARE VORO ER. E. BRUSEWITZ: LAGMAN R.N.O.
OCH HANS BUSCH, COMMERCE RÅD, R.W.O.
KOMMER TIL DET RUM DER HERREN DYRKAS:
DET ÄR HELIGT, DET ÄR HIMLENS PORT.
KOMMER HIT ATT HELGAS, LUGNAS, STYRKAS
PÅ DEN DAG SOM HERREN HAFVER GJORT.
IESU VÄNNER HÅLLER ANDANS ENHET
GENOM KÄRLEKENS OCH FRIDENS BAND.
OCH MED SAMVETSRO, MED HJERTATS RENHET
VANDRER lESU VÄG TIL GLÄDJENS LAND.
Vardagsklockan

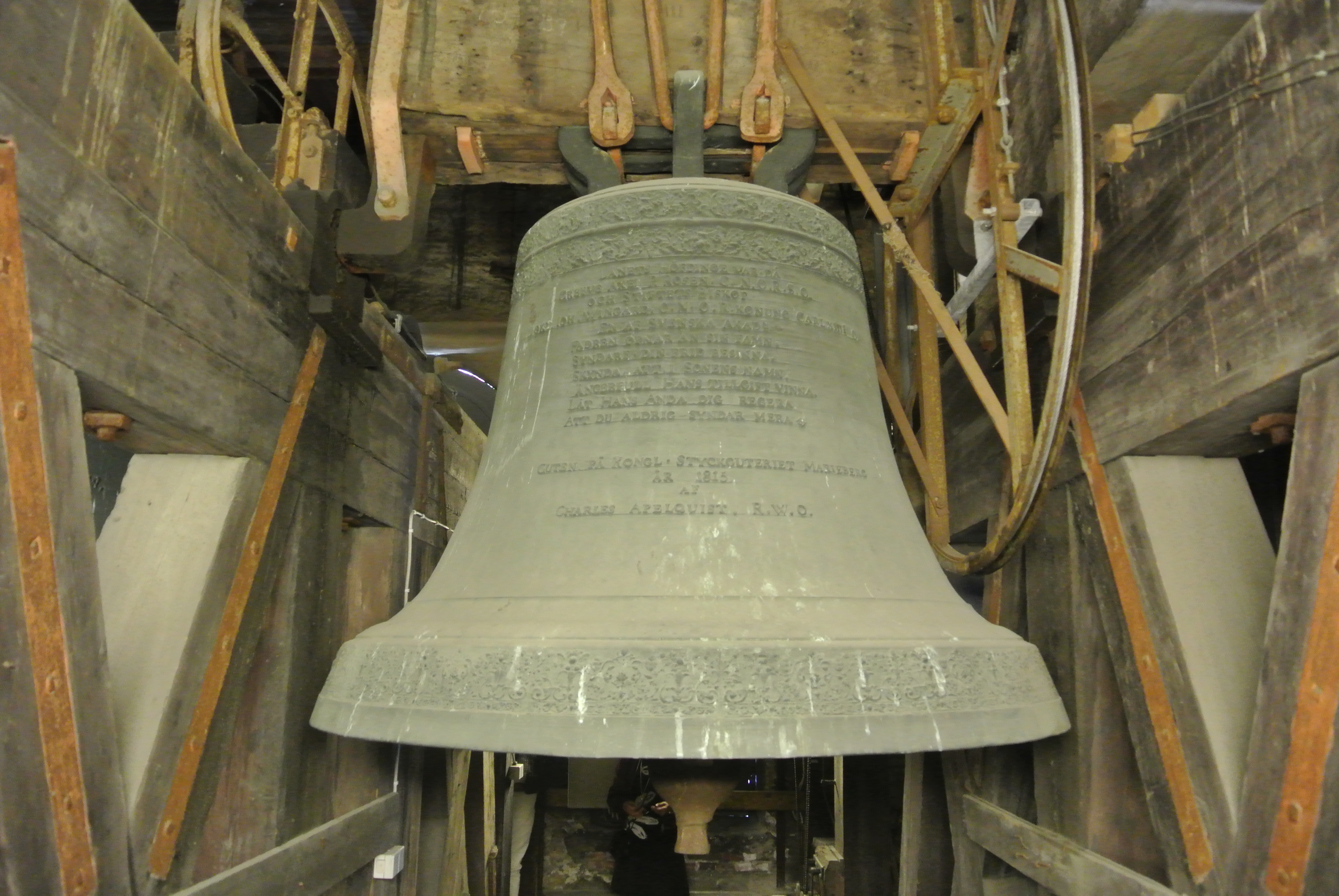
Vardagsklockan.

Har diametern 168 centimeter och höjden 171,5 centimeter, vikt 2 605 kilo. Gjuten 1815. Slagton B°.
Mot söder:

UTI KONUNG CARL XIIIS 6TE REGERINGS ÅR,
DÅ GUSTAVI DOMKYRKA,
AFBRUNNEN DEN 20 DECEMBER 1802,
UPPSTIGIT FÖRNYAD UR GRUSET,
GÖTS DENNA KLOCKA.
Mot norr:

LÄNETS HÖFDINGE VAR DÅ
GREFVE AXEL P. ROSEN, C.N.O. R.S.O.
OCH STIFTETS BISKOP
DOKT. JOH. WINGÅRD, C.N.O. R. KONUNG CARL XIIIS O,
EN AF SVENSKA AKADN.
FADREN ÖPNAR ÄN SIN FAMN:
SYNDARE DIN FRID BESINNA,
SKYNDA ATT, I SONENS NAMN,
ÅNGERFULL HANS TILLGIFT VINNA.
LÅT HANS ANDA DIG REGERA,
ATT DU ALDRIG SYNDAR MERA.
GUTEN PÅ KONGL. STYCKGUTERIET MARIEBERG
ÅR 1815,
AF
CHARLES APELQUIST, R.W.O.
Böneklockan
Har diametern 130 centimeter och höjden 132,5 centimeter, vikt 1 209 kilo. Gjuten 1816. Slagton Diss¹.
Mot norr:

UTI KONUNG CARL XIIIS 7DE REGERINGS ÅR,
DÅ GUSTAVI DOMKYRKA,
AFBRUNNEN DEN 20 DECEMBER 1802,
UPPSTIGIT FÖRNYAD UR GRUSET,
GÖTS DENNA KLOCKA.
LÄNETS HÖFDINGE WAR DÅ
GREFWE AXEL P. ROSEN, C.N.O. R.S.O.
OCH STIFTETS BISKOP
DOKT. JOH. WINGÅRD, C.N.O. R. KONUNG CARL XIIIS O,
EN AF SWENSKA AKADN
Mot söder:

LÅT BITTIDA OCH SENT DITT BÖNEOFFER BRINNA,
ATT DU MED GUD FÖRENT DIG NATT OCH DAG MÅ FINNA,
DITT HOPP TILL HERRAN SATT, DIN TRÖST PA HONOM BYGG.
DÅ BLIFVER MÖDAN LÄTT, DÅ BLIFVER HVILAN TRYGG.
GUTEN PA KONGL. STYCKGUTERIET MARIEBERG
ÅR 1816
AF CHARLES APELQUIST. R.W.O.
Klockorna kom på plats i det ännu ej färdiga tornet 1817, och inklusive den tidigare storklockan på 6 ton hade de beställts från Kungl. Styckgjuteriet i Marieberg utanför Stockholm, dit det gamla Meyerska gjuteriet hade flyttat år 1799. Klockorna göts av överstelöjtnant Charles Apelquist. Storklockan var prisad för sin vackra klang och var skänkt av det göteborgska kommerserådet och storköpmannen Niklas Björnberg.
På den gamla storklockan kunde man läsa följande ord av den store psalmdiktaren Johan Olof Wallin: 
O mänska, giv akt, när mitt manande ljud 
Högtidligt och mäktigt kring nejderna höres. 
Och skynda till templet att lova din Gud, 
I vilken allena du lever och röres. 
Dock var icke själv blott en ljudande malm: 
Det är icke nog för ditt lugn och ditt bästa 
Att läsa din bön och att sjunga din psalm, 
Men göra Guds vilja och älska din nästa.
I lanterninen högst uppe på tornet hänger två timklockor (slagklockor) som är kopplade till tornuret, de väger 1 ton och 0,7 ton (den mindre klockan fungerar också som kvartsslagsklocka).
Sammanlagt vägde samtliga ursprungliga fyra kyrkklockor tillsammans med timklockorna ännu mer än idag, 16,2 ton. Utan de två slagklockorna vägde de fyra kyrkklockorna sammanlagt 14,5 ton.
I mars 1908 installerades en anordning för elringning.

### Tornurverkens och timklockornas historia i domkyrkan

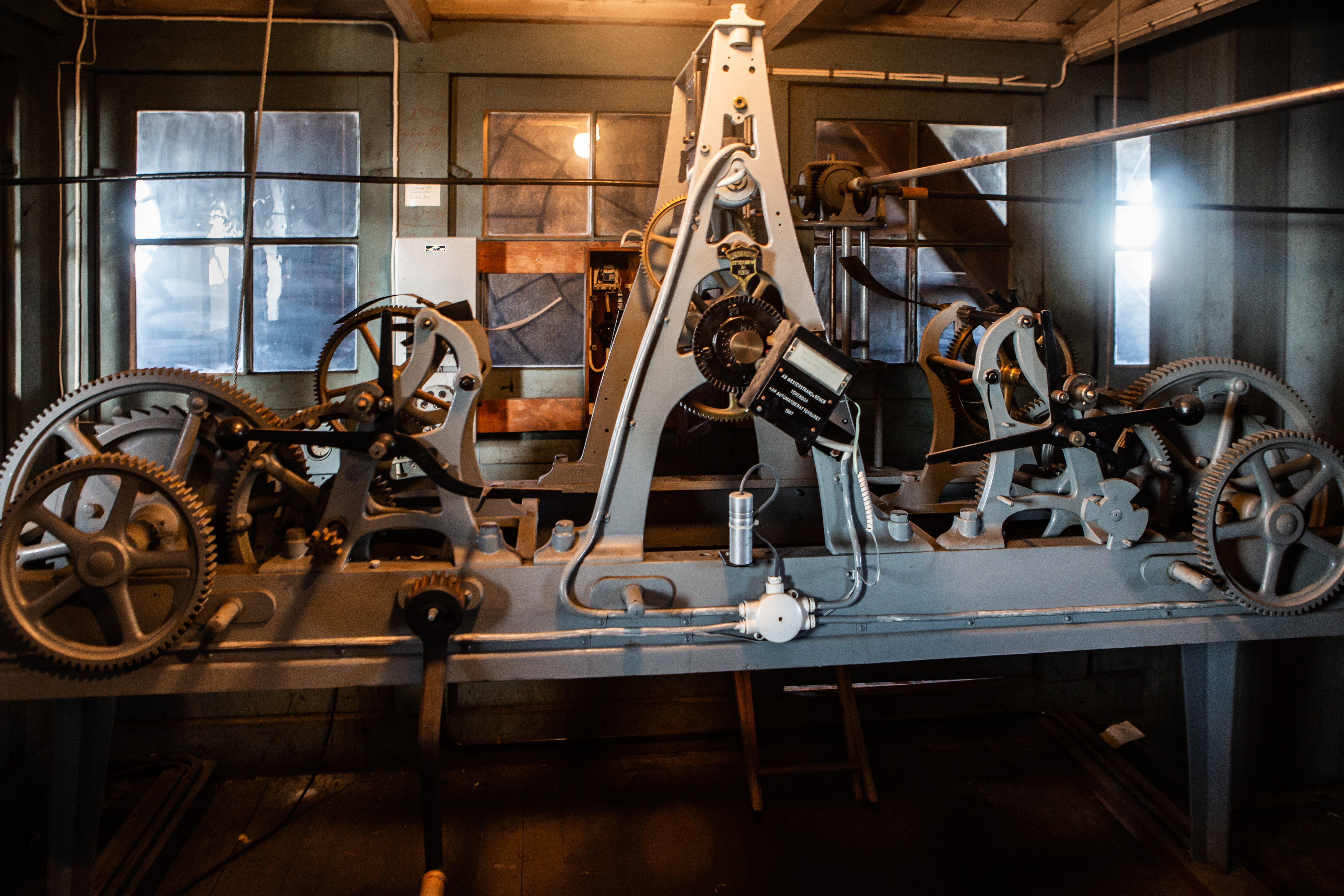
Det nuvarande urverket i domkyrkotornet.

I domkyrkan som invigdes år 1722 fanns liksom i dagens domkyrka också två timklockor som vägde detsamma som idag, 1 ton och 0,7 ton. De hängde också liksom idag fullt synliga i den genombrutna lanterninen på tornkupolen. De göts av Erik Näsman 1726 i Stockholm och han hade även gjutit kyrkklockorna i tornet det året. Dessa klockor hörde till ett ur tillverkat 1732 och historien bakom är följande. Urmakarmästare Falck — förmodligen från staden — fick efter branden 1721 uppdraget att renovera och iståndsätta det gamla urverket från 1600-talet. År 1732 fick han istället en köporder om ett helt nytt tornur.
Det första tornuret tillverkades 1648 av urmakare Per Larsson, men redan 1670 beställdes ett nytt av okänd orsak. Urtavlan hade att döma av uppgifter från Cederbourg sin plats på västra tornmuren över huvudingången mot Västra Hamngatan. På tornets norra sida mot Kyrkogatan fanns enligt Cederbourg en ”wälliudande timeklåcka af 6 skieppunds tyngd och storleck”, som motsvarar cirka 1 ton.
Efter den omfattande branden 1802 beställdes ett nytt urverk av urmakarmästare Johan Barkman i Jönköping och det installerades 1826. Timklockorna som tillverkades till detta ur är fortfarande de ovan nämnda, alltså desamma som används än idag. Legeringen är fyra delar koppar och en del engelskt tenn. 
På timslagsklockan finns följande inskription:
Lär att rätt använda tiden 
Ty den stund som är förliden 
Du ej mer tillbaka får 
När jag timmans slut förkunnat 
Är dig kanske ej förunnadt 
Att mitt ljud du mera hör
UTI KONUNG CARL XIV JOHANS 9DE
REGERINGS ÅR
GIÖTS DENNA KLOCKA
LÄNETS HÖFDING VAR DÅ
GREFVE AXEL P.V. ROSEN, C.N.O. R.C XIIIS O.S.O.
OCH STIFTETS BISKOP
DOCT. C.F. AF WINGÅRD, C.N.O.
STADENS BORGMÄSTARE VORO
E.E. BRUSEWITZ, LAGMAN, R.N.O.
OCH P. U. EKSTRÖM, LAGMAN R.N.O.
FÖRSAMLINGENS KYRKOHERDE MAG. D.M. HUMMEL, DOMPROST L.N.O.
Och på kvartsklockan:
Mät ej tiden blott med år 
Timman ock som snart förgår 
Är en vigtig del af tiden 
Derför akta på ditt kall 
Vet att redo göras skall 
Hur dess qvart ock använd blifvit
Giuten i Götheborg af E A Horner 1825
UTI KONUNG CARL XIV JOHANS 8DE
REGERINGS ÅR GÖTS DENNA KLOCKA
LÄNETS HÖFDING VAR DÅ
GREFVE AXEL P.V. ROSEN, C.N.O. R.C. XIIIS O.S.O.
OCH STIFTETS BISKOP
DOCT. C. F. AF WINGÅRD, C.N.O.
STADENS BORGMÄSTARE VORO
E.E. BRUSEWITZ, LAGMAN, R.N.O.
OCH P. U. EKSTRÖM, LAGMAN, R.N.O.

Urverket från 1826 ersattes dock år 1910 av ett nytt, som tillverkades av urmakare Linderoth i Stockholm. Det moderniserades på 1960-talet då det försågs med automatisk elektrisk uppdragning och en tidsjusteringsanordning, som kunde skötas från orgelläktaren. Det gamla uret från 1826 står fortfarande kvar som ett kulturminnesmärke i tornet och renoverades på 1920-talet av Alb Larssons Mekaniska Verkstad i Göteborg.

## Organister och kantorer från 1651
[källa behövs]
| Organister - Georg Daniel Meijer 1651-1676 - Hindrik Sylvius 1677-1709 - Gottlieb Nittauff 1710-1721 - Bengt Lidner 1734-1754 - Olof Lidner 1754-1759 - Carl Dijkman 1759-1770 - Henric Bäck 1770-1812 - Johan Fredrik Baerenroth 1812-1835 - Johan Bergsten 1838-1852 - Henric Johan Frithiof Seldener 1854-1866 - Elfrida Andrée 1867-1929 - Herman Asplöf 1929-1955 - Gösta Lundborg 1955-1966 - Henrik Jansson 1968-1979 - Henrik Cervin 1979-2000 - Bengt Nilsson 2000-2014 - Mikael Fridén 2014- | Kantorer - Andreas Runell 1696-1712 - Anders Bonge 1733-1787 - Johan Gottfrid Zaar 1787-1788 - Robert Fox 1788-1803 - Carl Peter Grundell 1803-1820 - Anders Wikström 1821-1850 - Joseph Emanuel Andersson 1850-1860 - Samuel Agaton Troili 1860-1882 - Robert Lindholm 1882-1894 - Assar O:son Assar 1895-1907 Mellan 1907 och 1984 var organist- och kantorstjänsterna förenade. - Ann-Marie Rydberg 1984-2006 - Michael Sager 2006- |  |

## Domkyrkan spårvagnshållplats
Domkyrkan trafikeras av spårvagnslinje 2, 6 och 9.

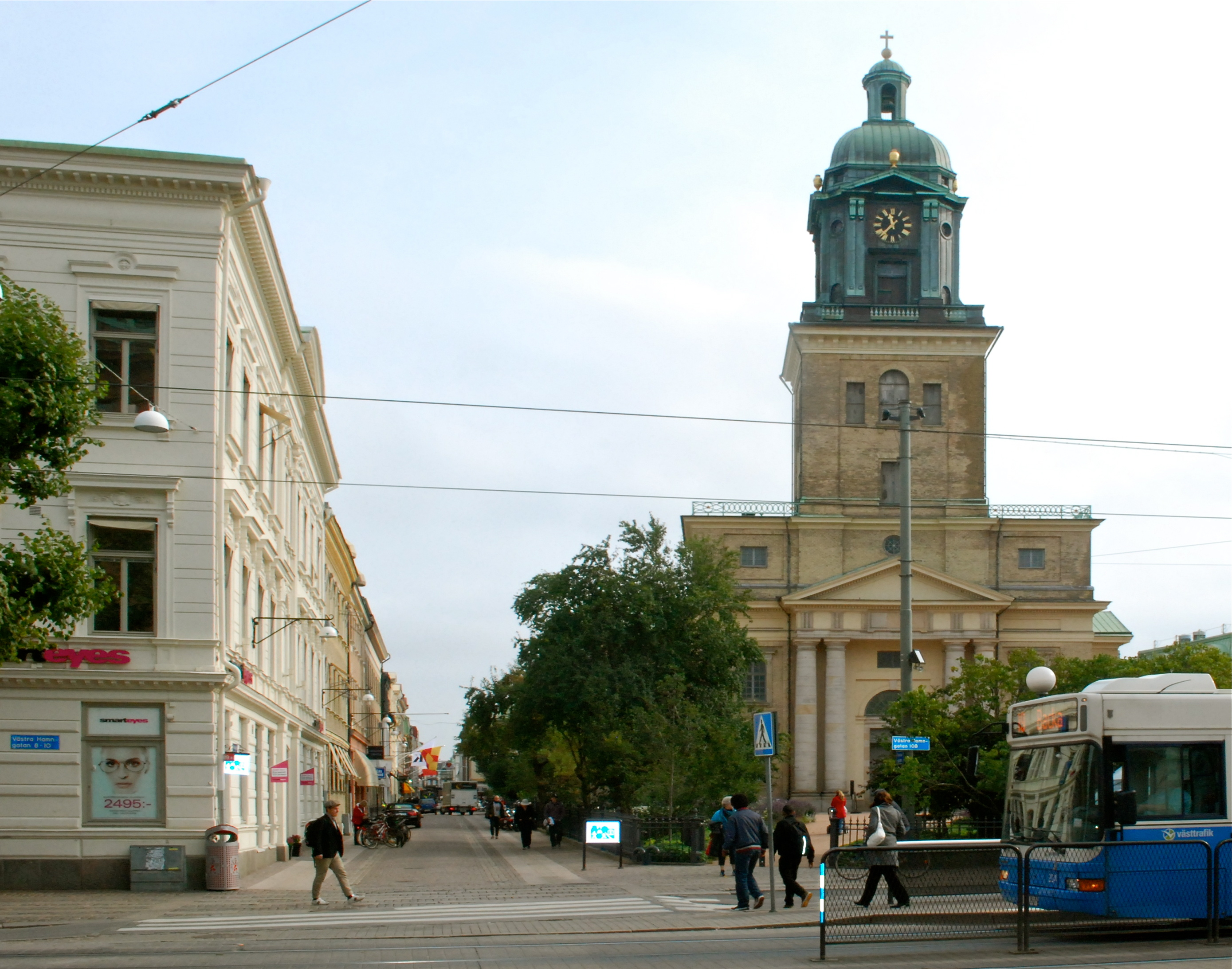
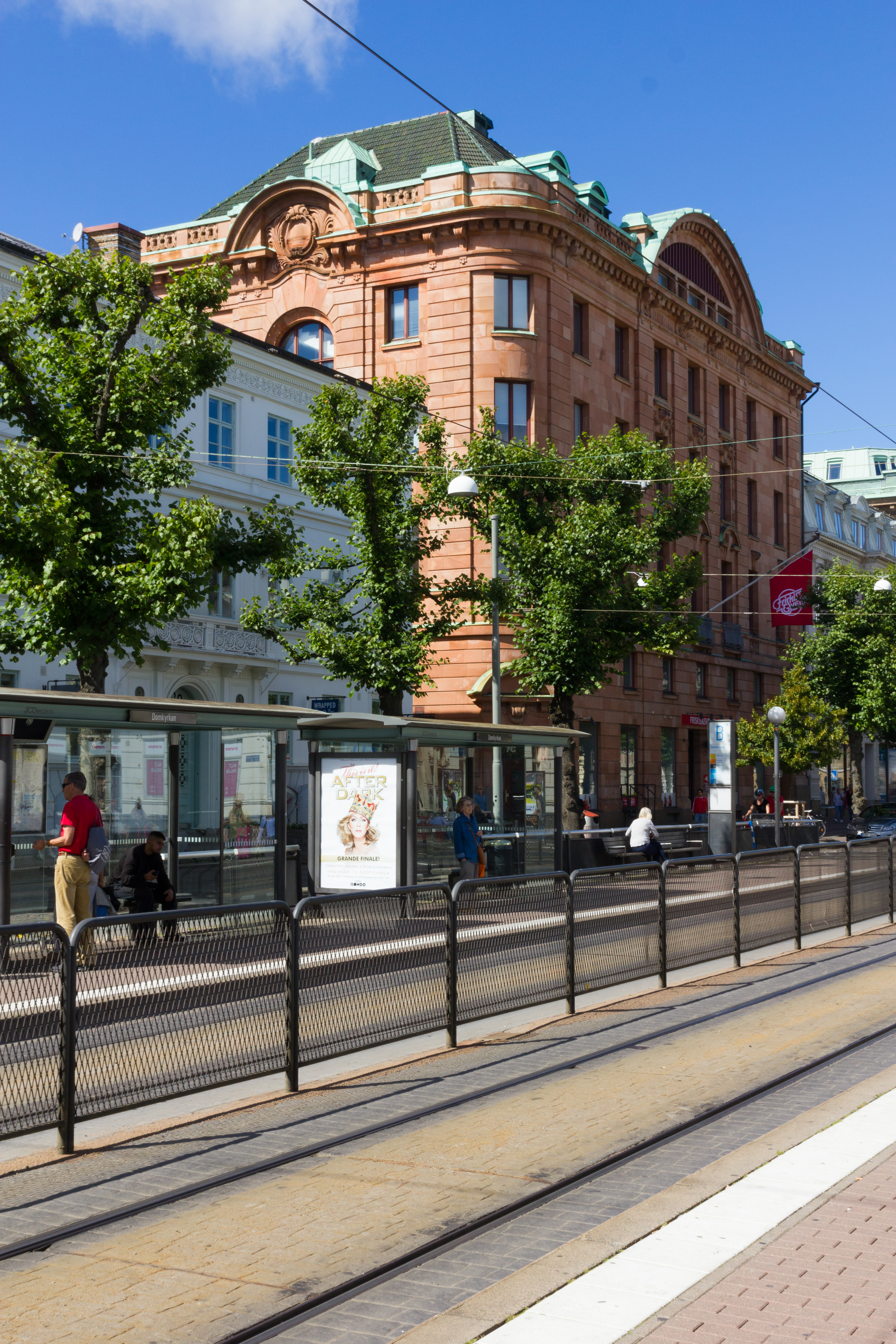
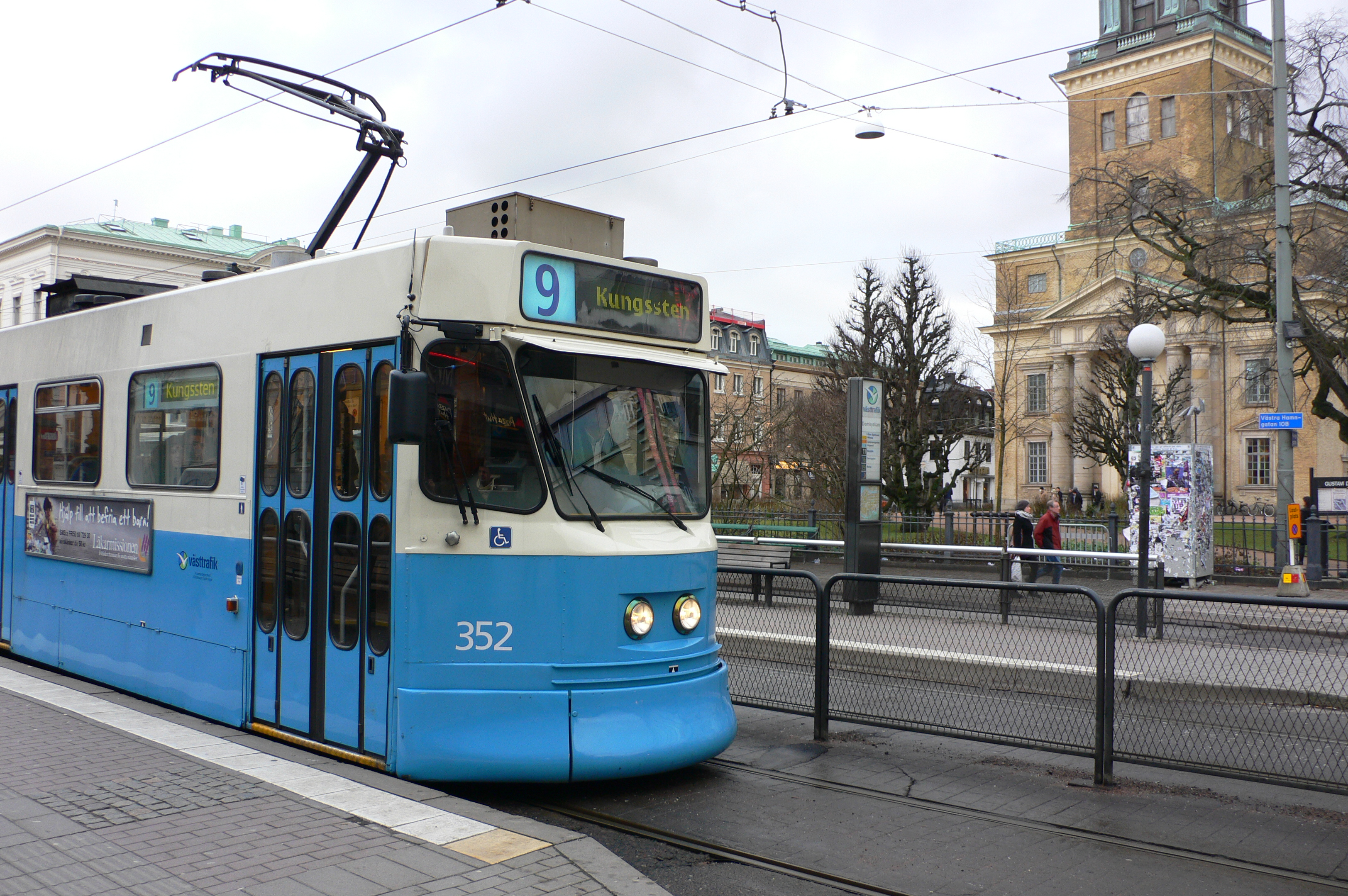

## Bilder

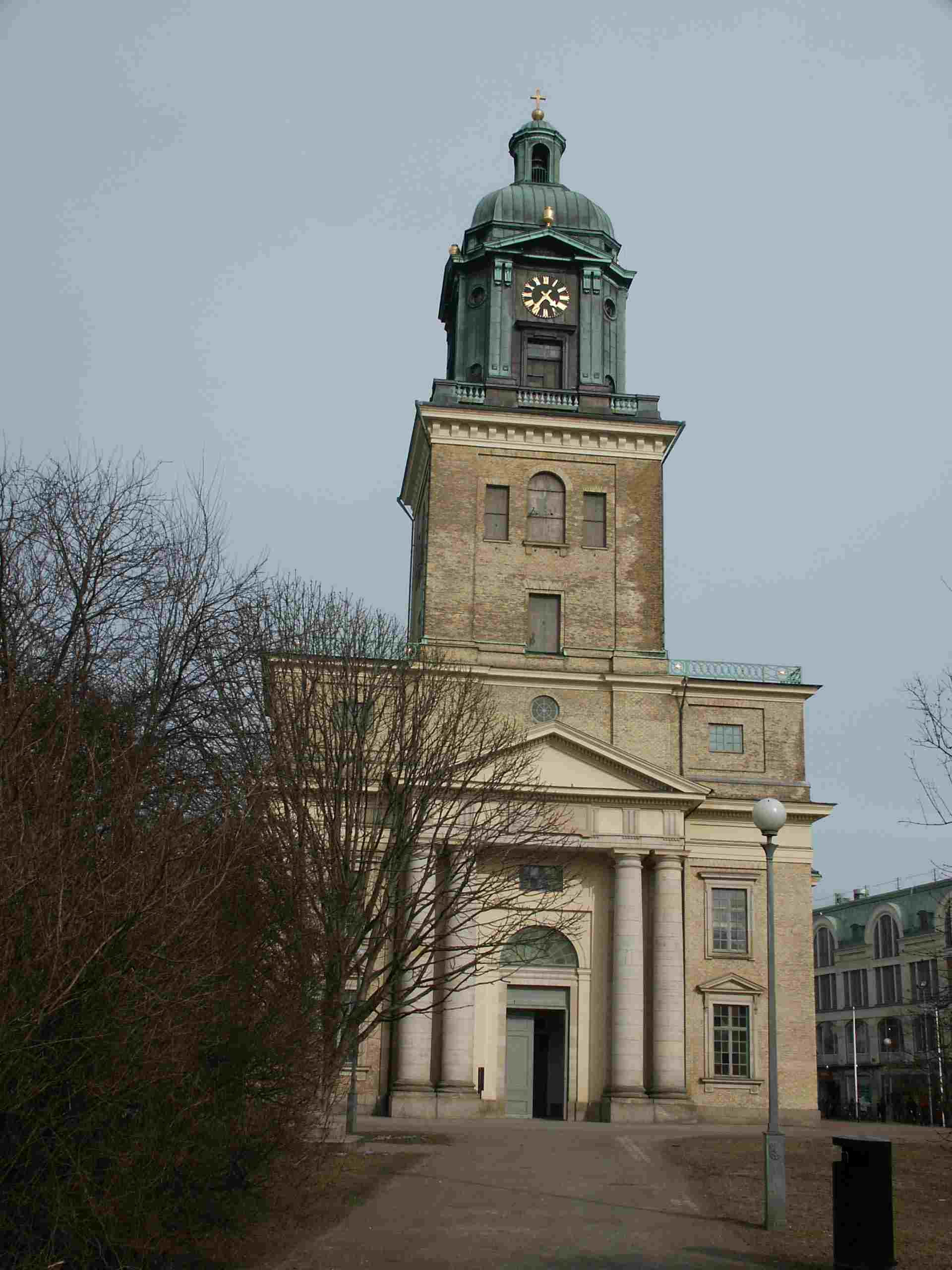
Domkyrkan från Domkyrkoplanen.
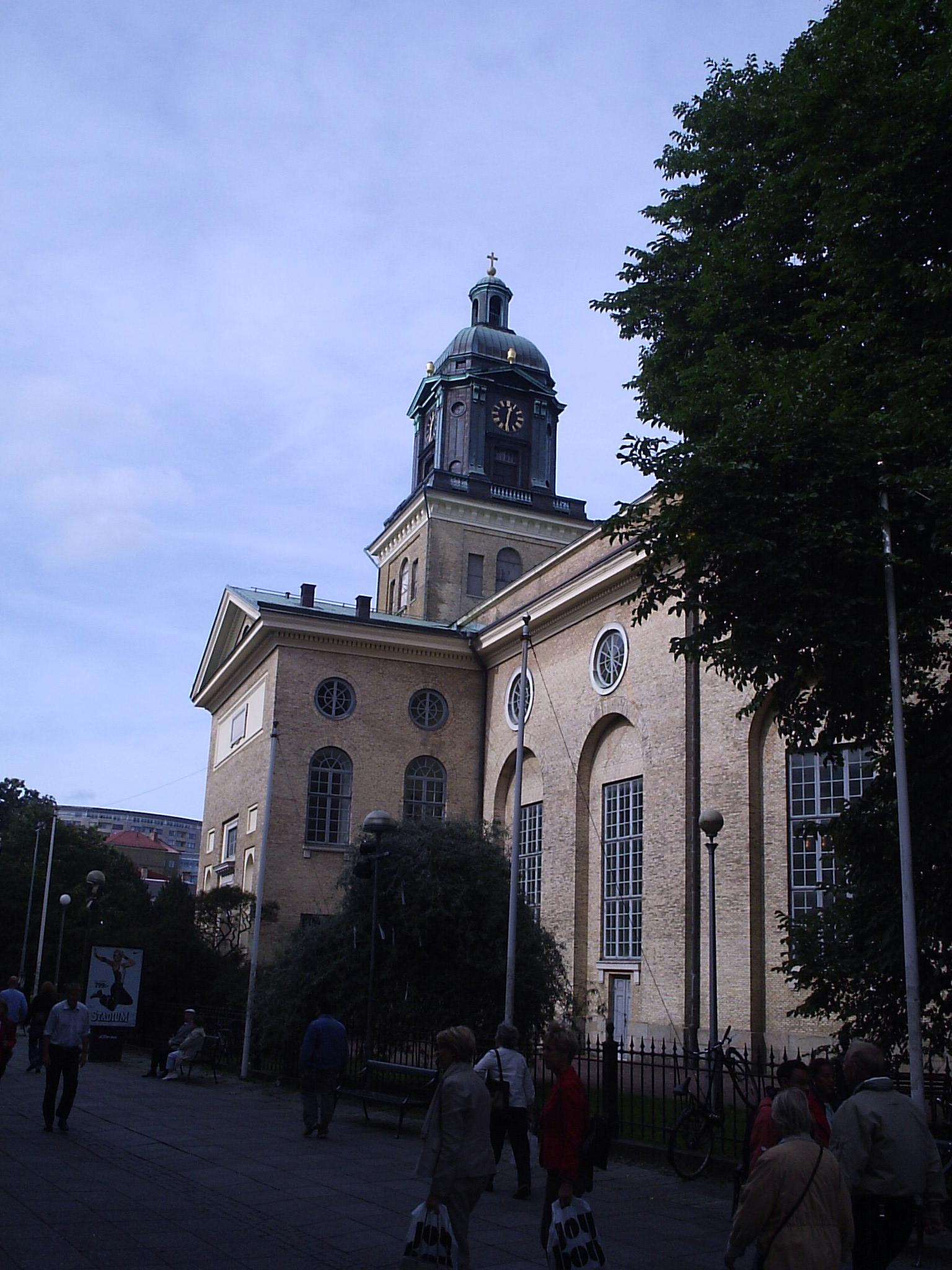
Domkyrkans fasad, bild 1.
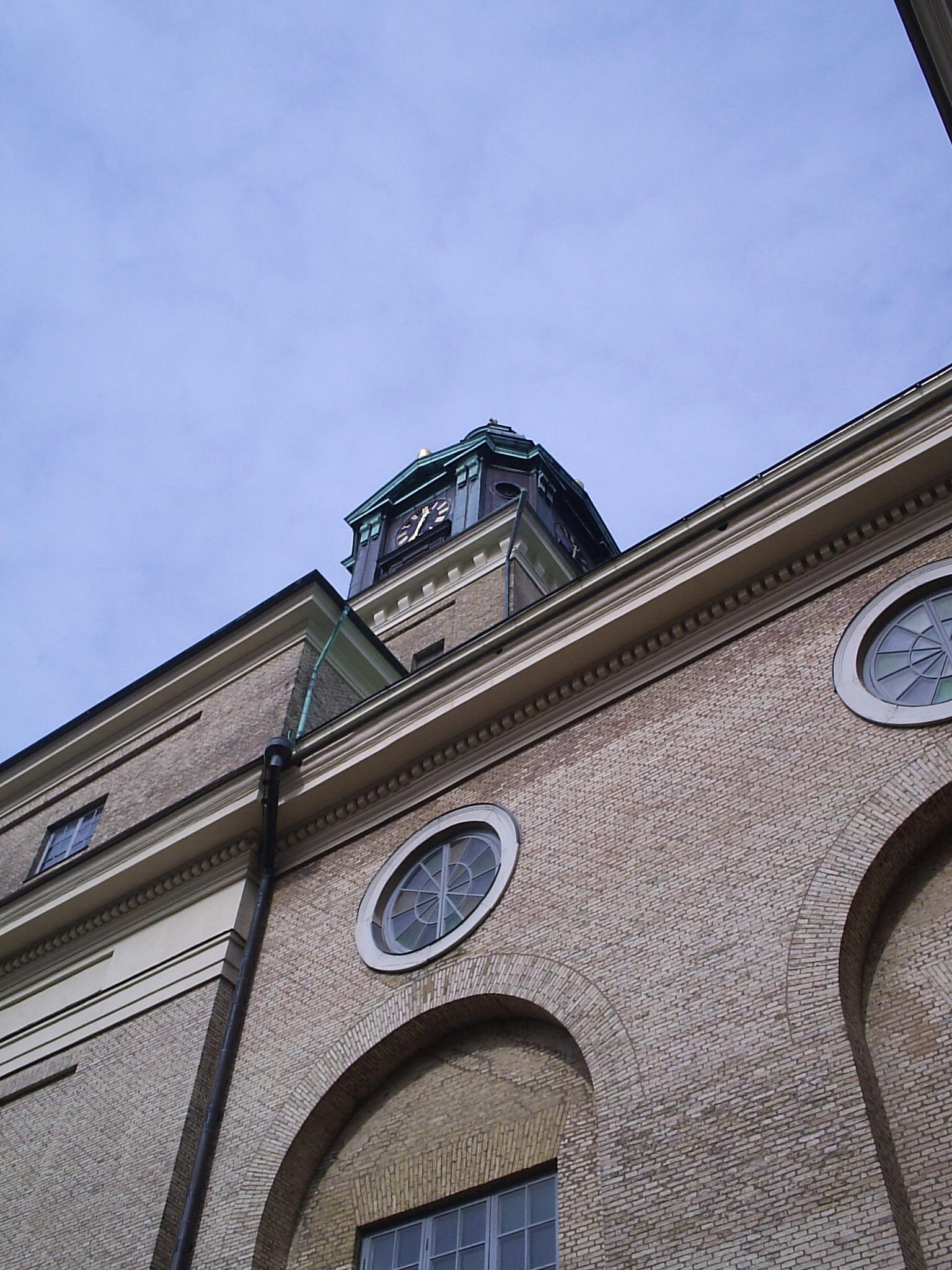
Domkyrkans fasad, bild 2.
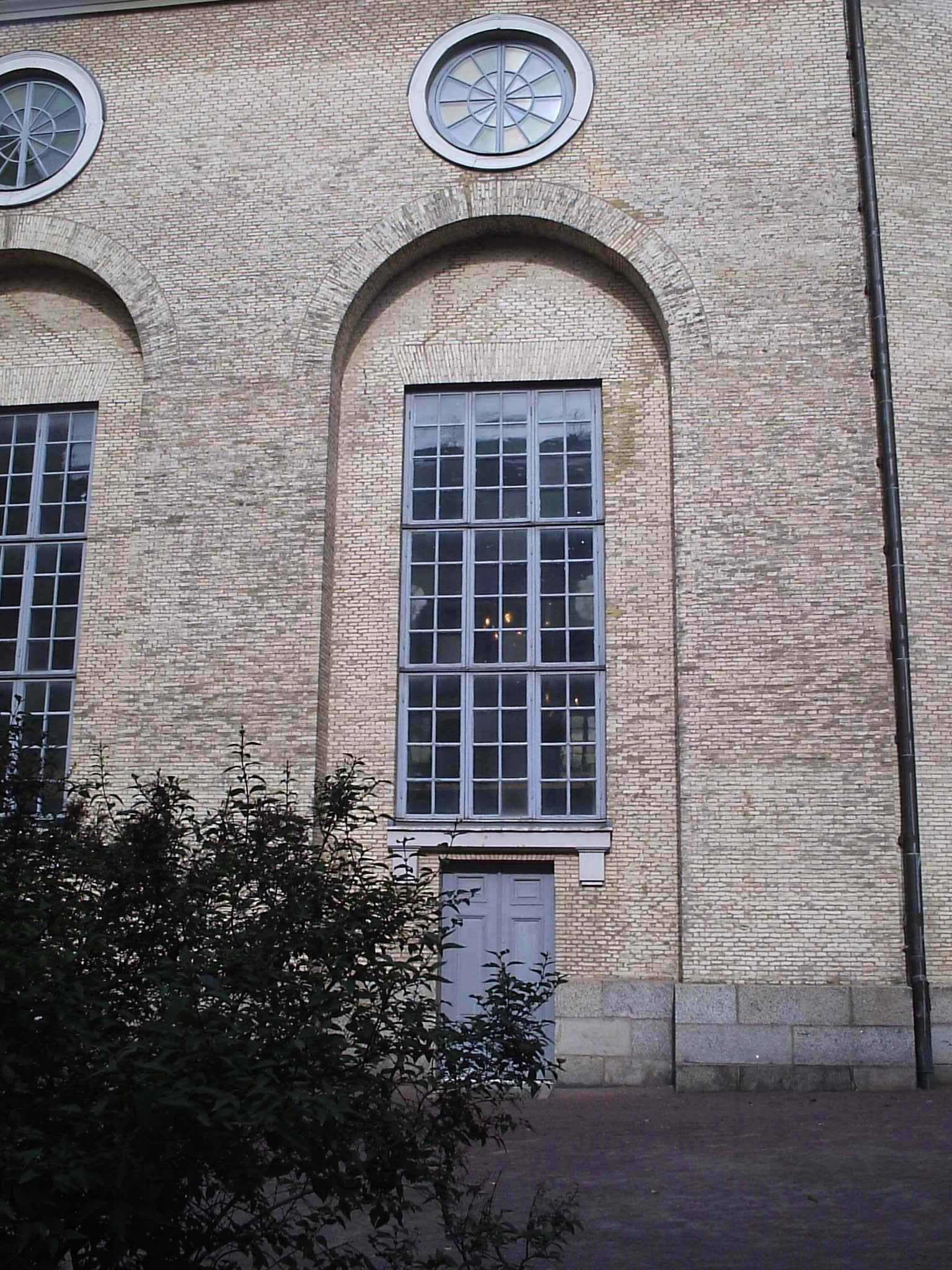
Domkyrkans fasad, bild 3.
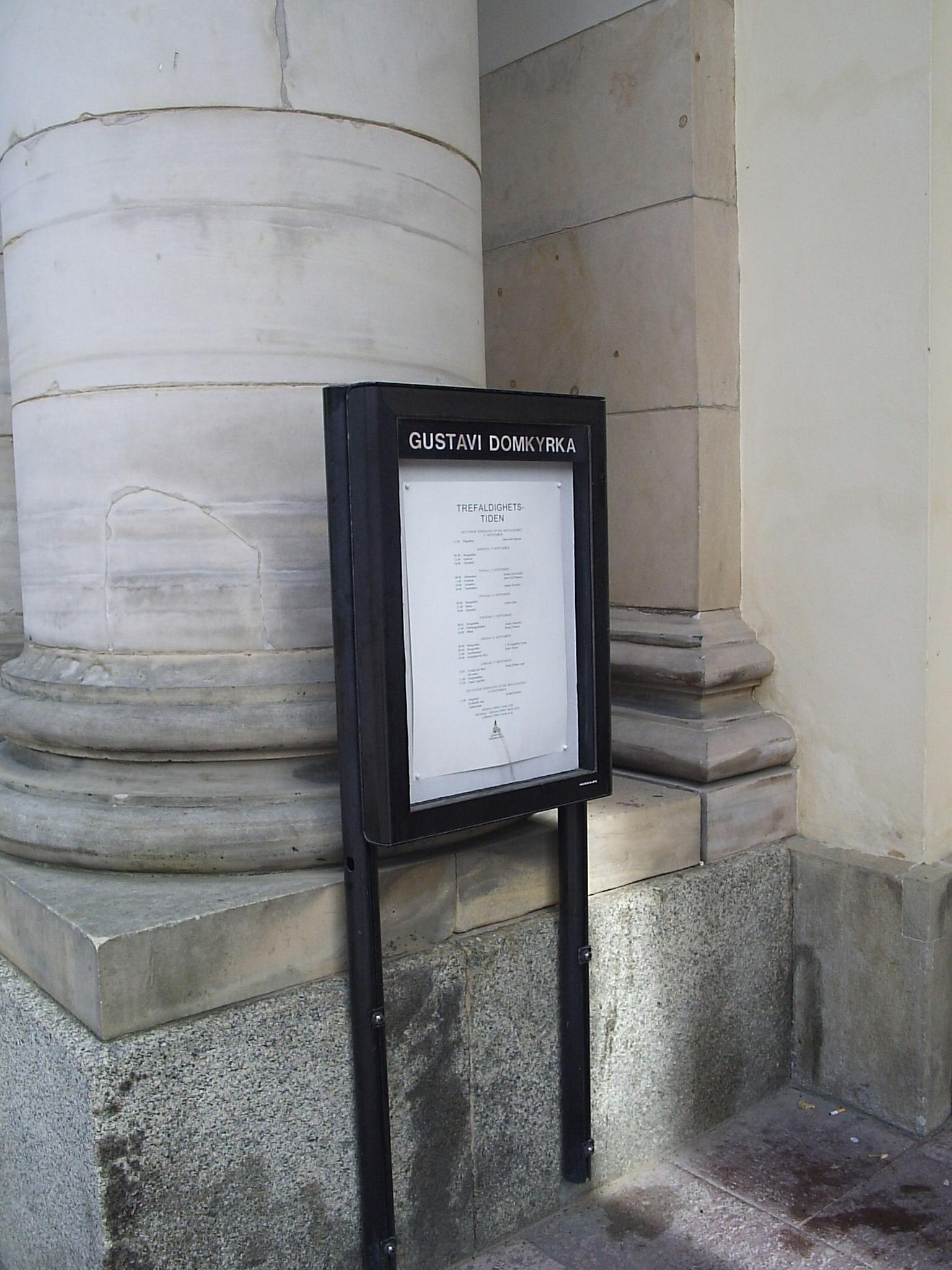
Öppettider och gudstjänster i domkyrkan, vid huvudingången.
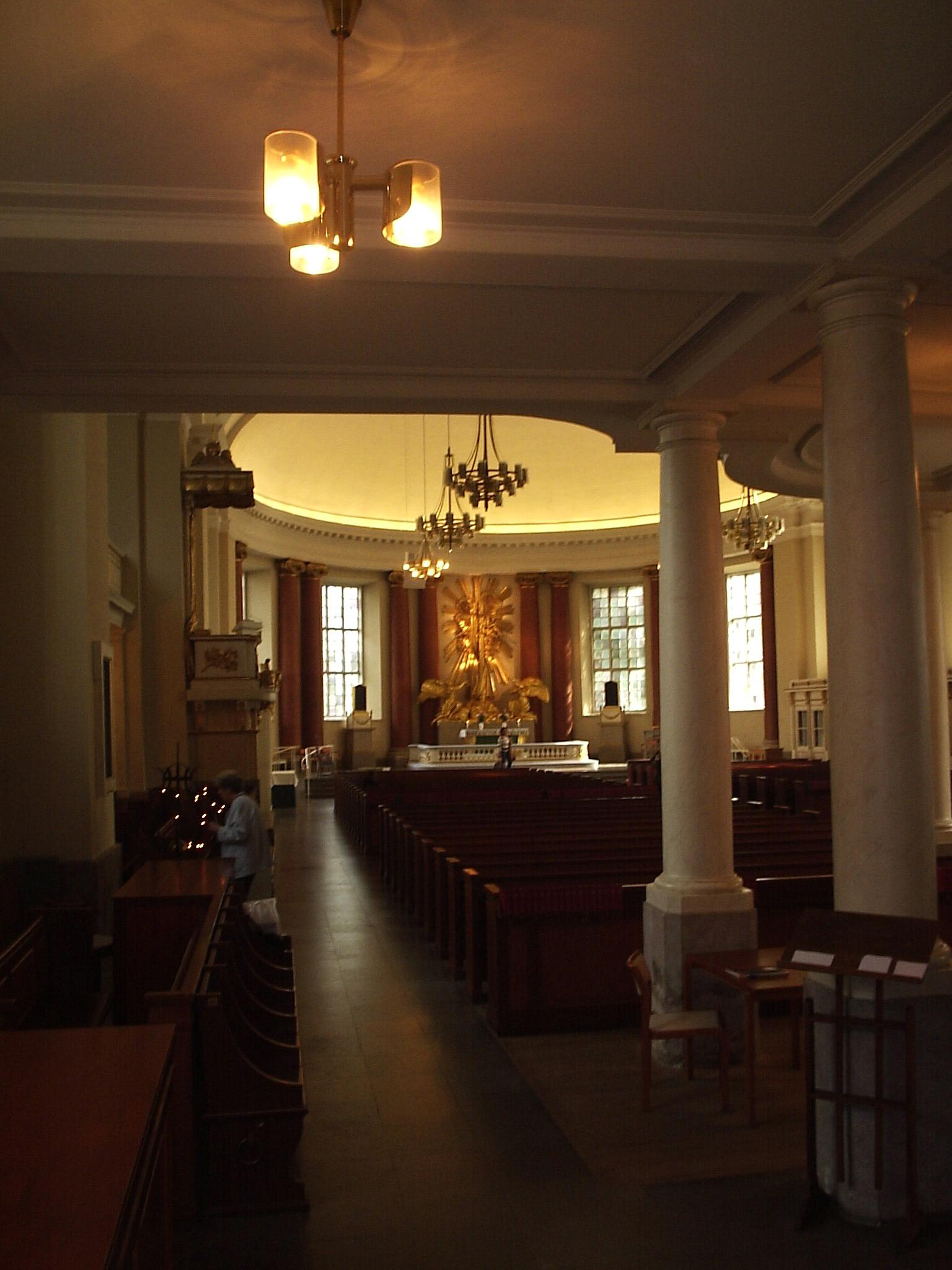
Färgsättningen från tiden före renoveringen 1983-1985 har delvis sparats i denna del av kyrkan, under den norra läktaren.
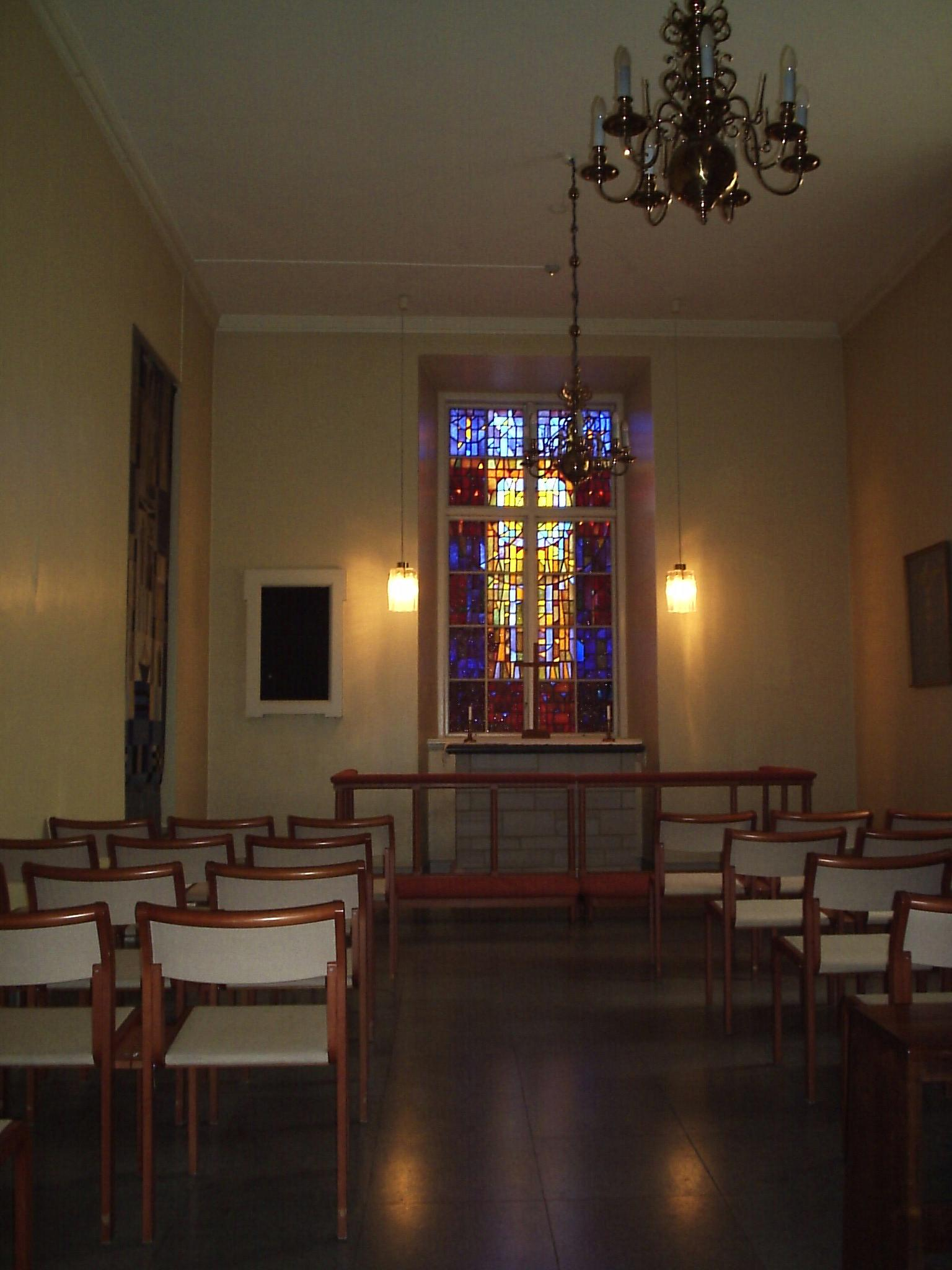
Norra kapellet med glasmålning från 1957.
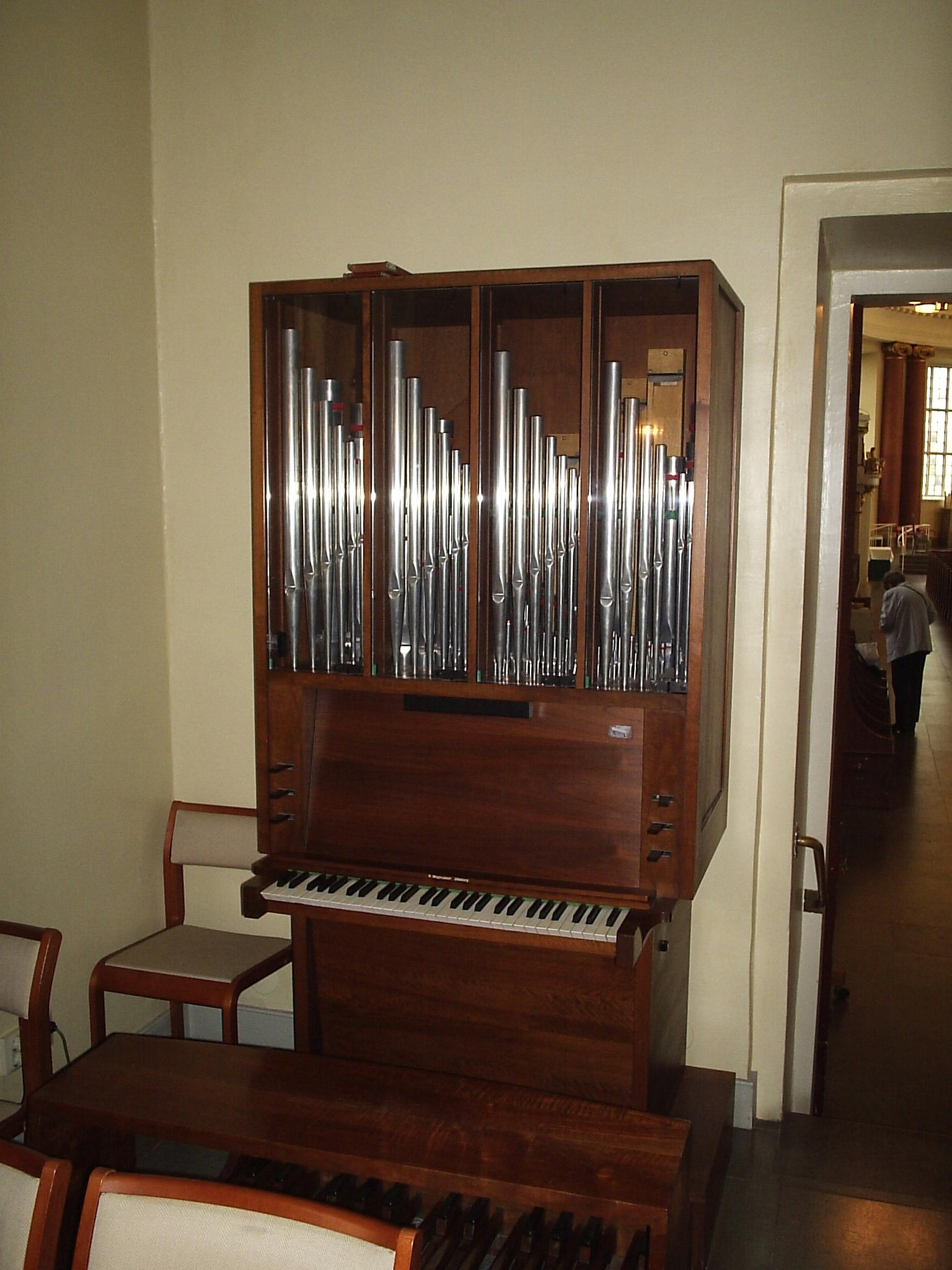
Mindre orgel i Norra kapellet.
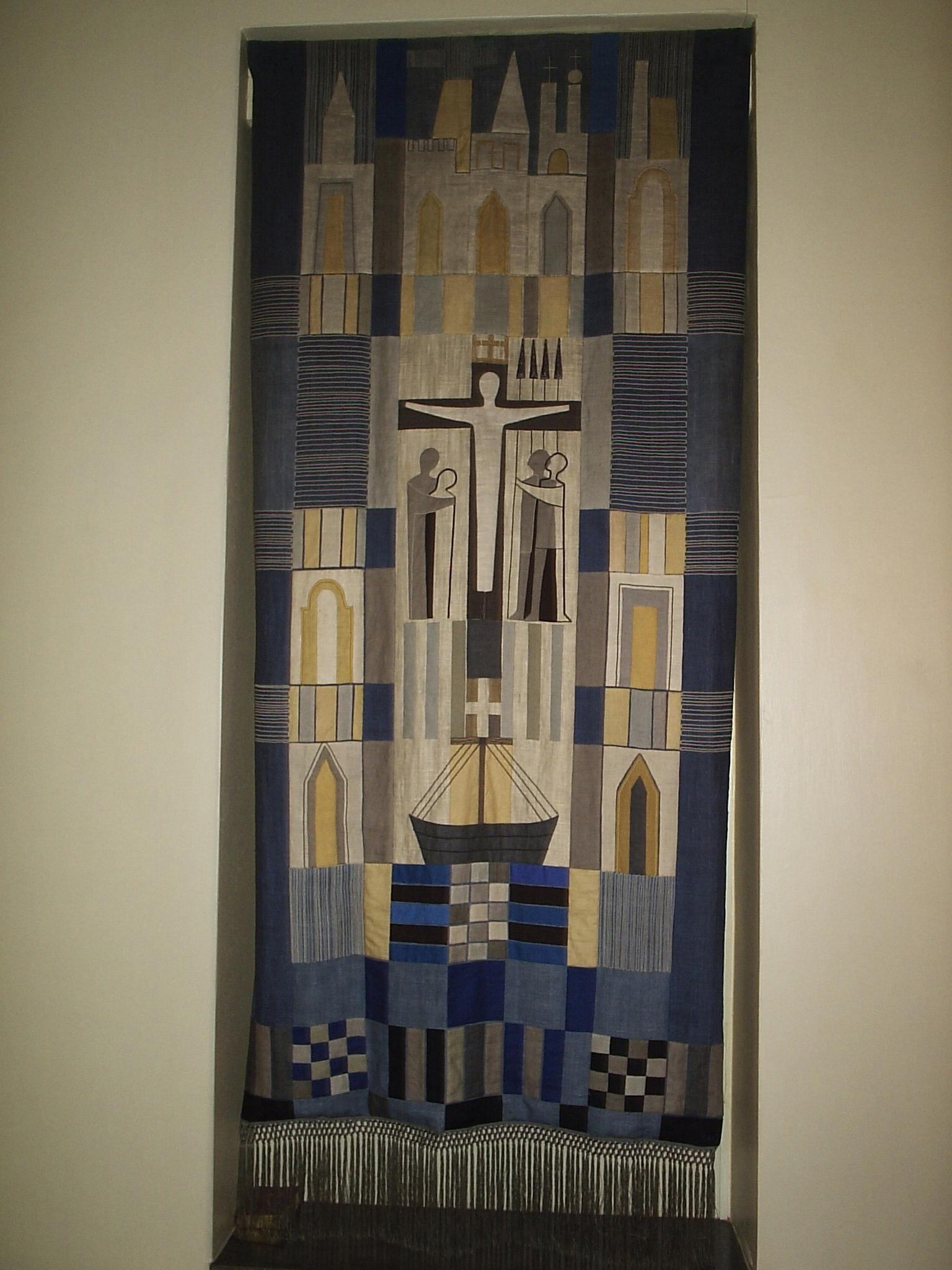
Bonaden i kapellet.
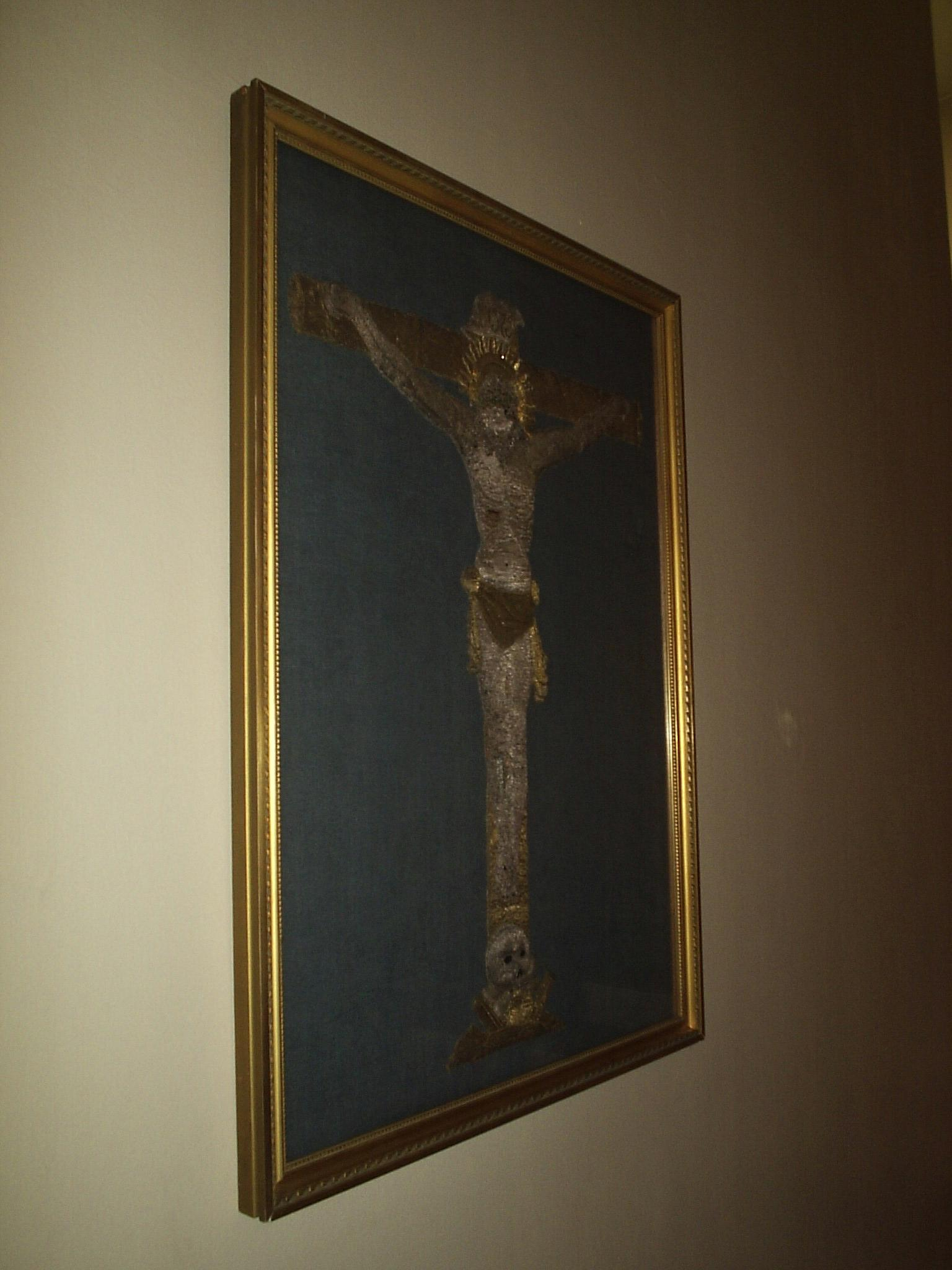
Kristusmotiv i Norra kapellet.
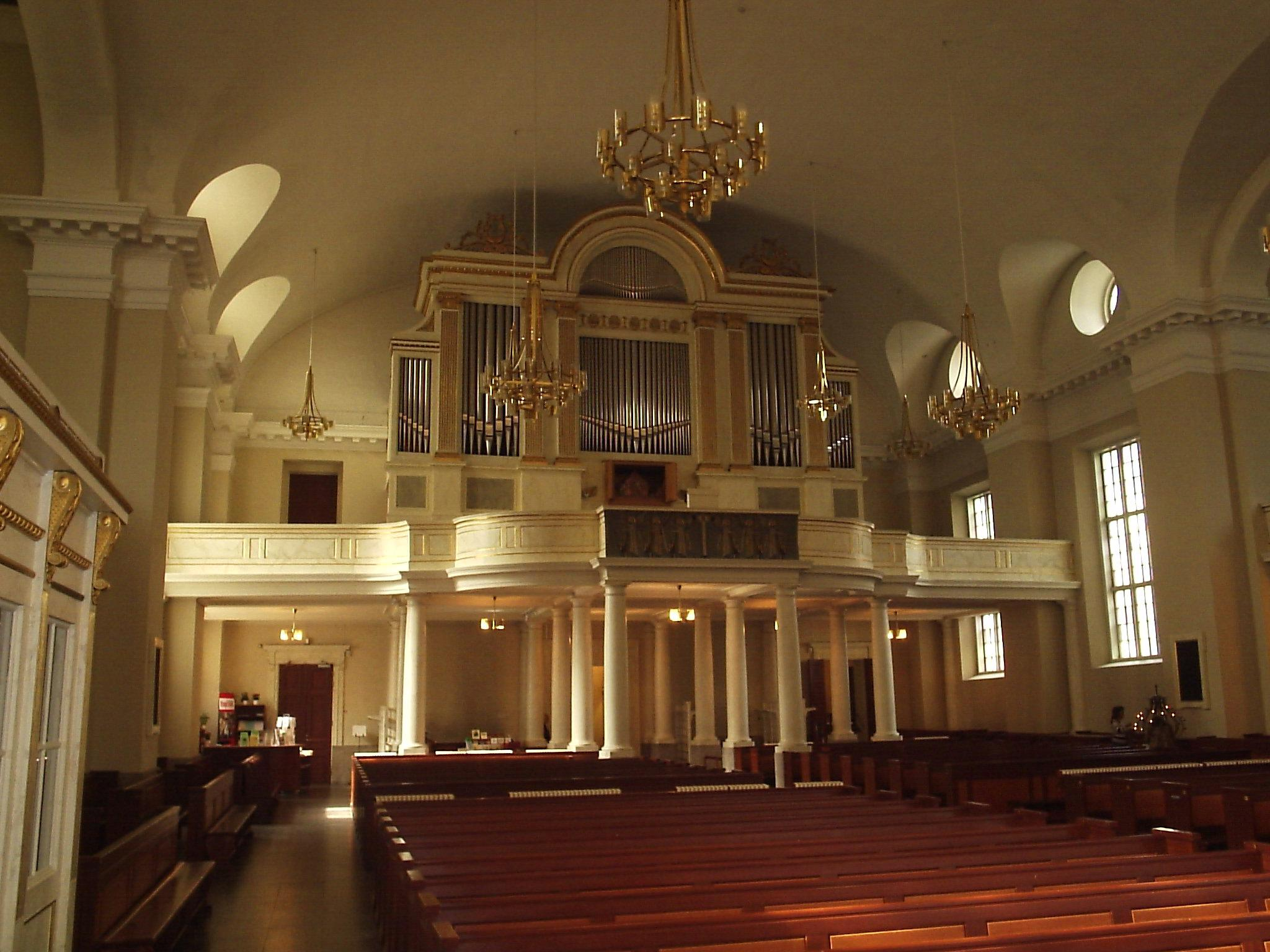
Orgeln byggdes 1962, medan dess fasad är från 1810-talet.
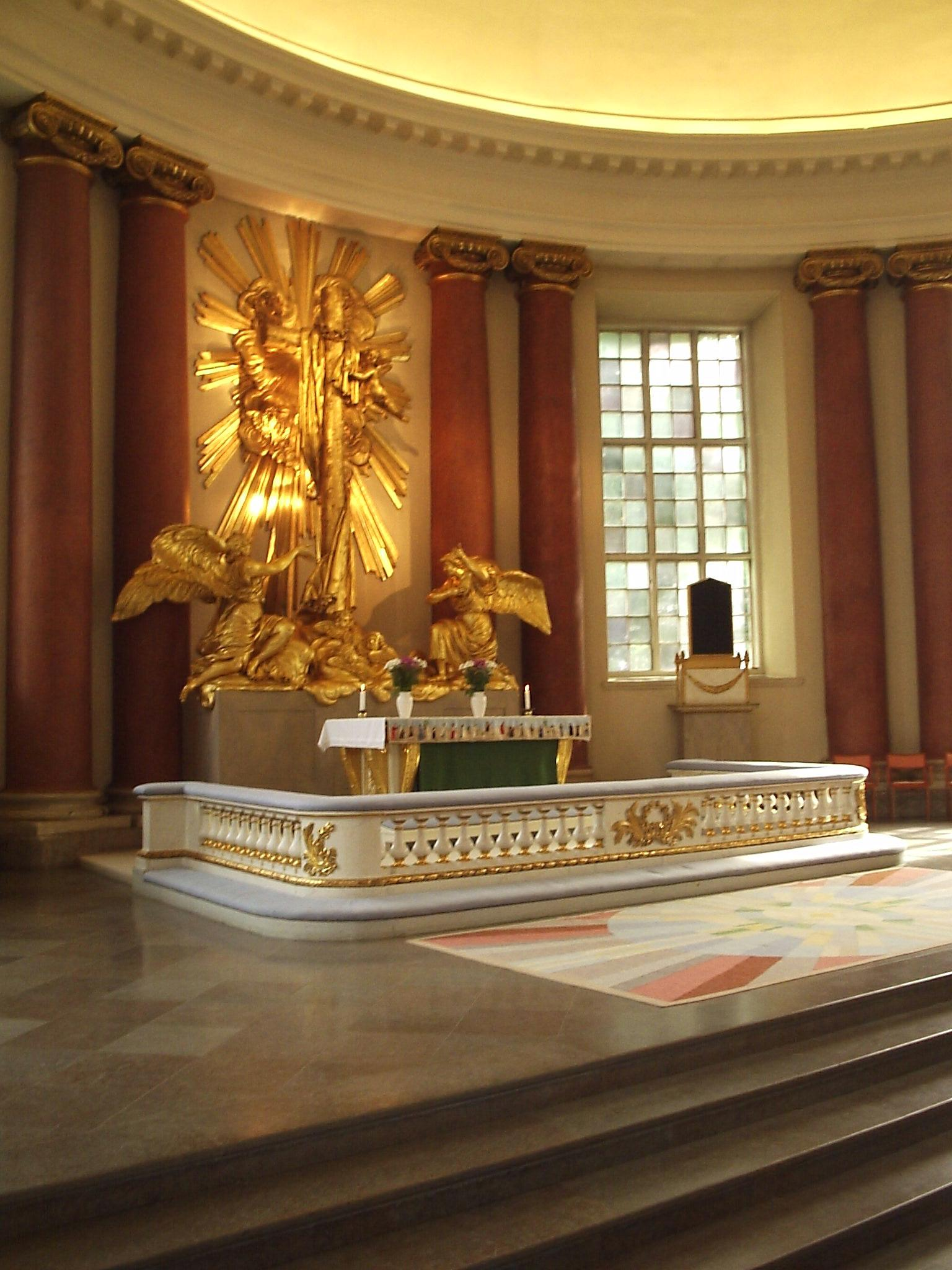
Altaruppsatsen pryds av änglar skulpterade 1752 av Jacques Adrien Masreliez.
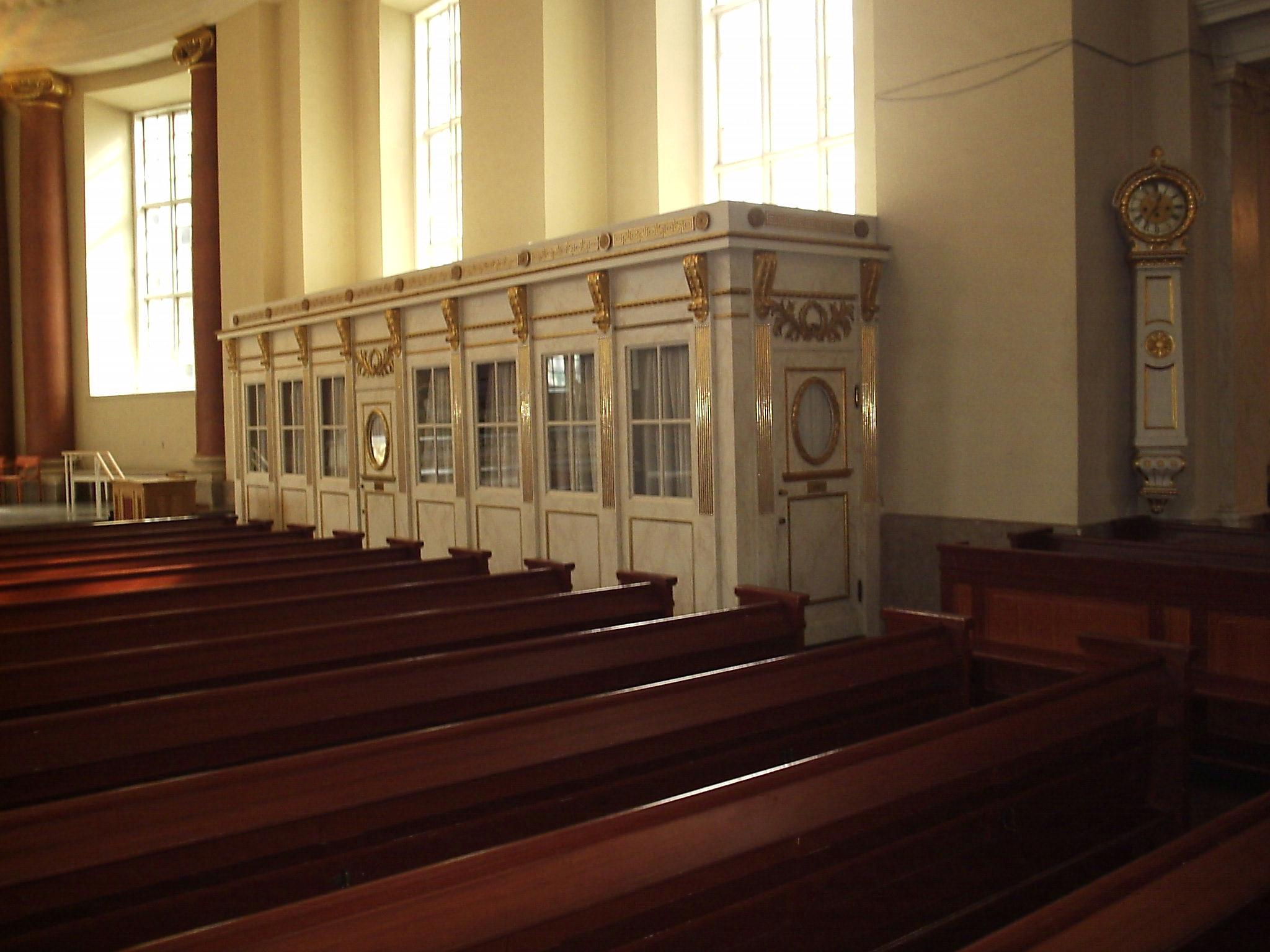
Biskopens inbyggda kyrkbänk används idag som samtalsrum.
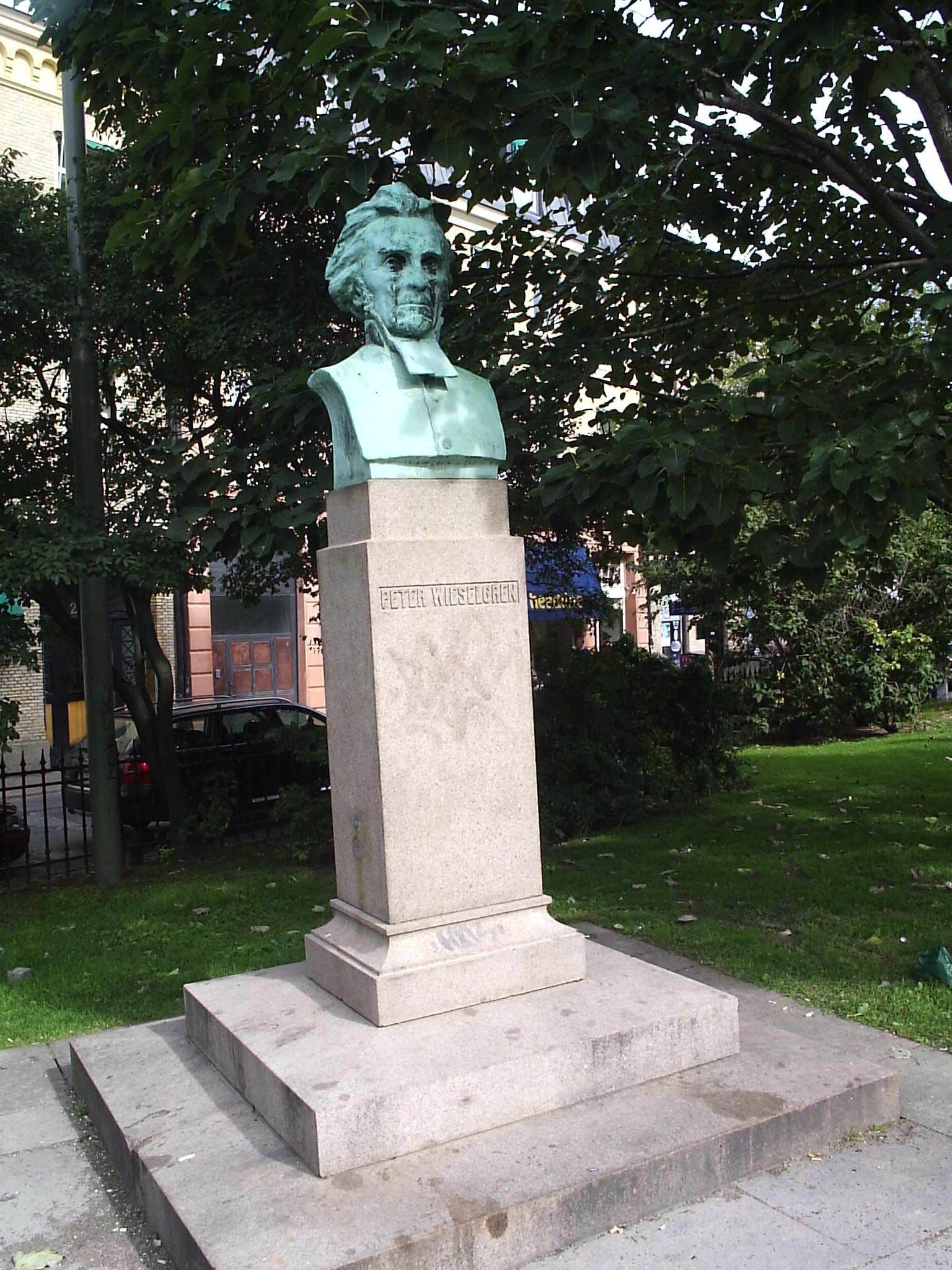
Peter Wieselgrens minnesbyst på domkyrkoplanen, invigd 1 oktober 1910 på 110-årsdagen av Wieselgrens födelse. Detta var det fjärde minnesmärket i landet över honom.
Domkyrkobrunnen fick fram till mitten av 1970-talet sitt vatten från Kallebäcks källa.
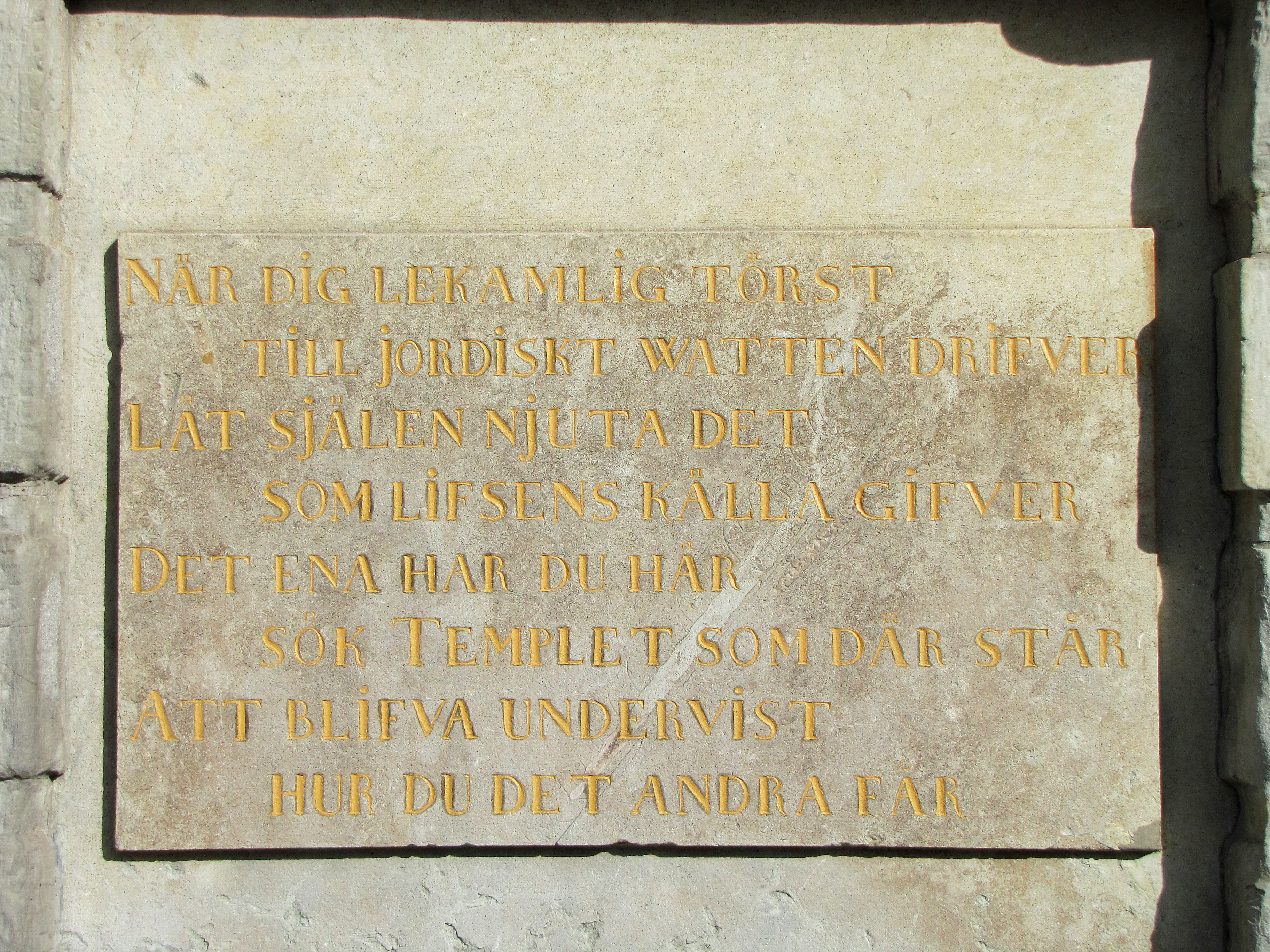
Inskriptionen på domkyrkobrunnen, renoverad 2011.
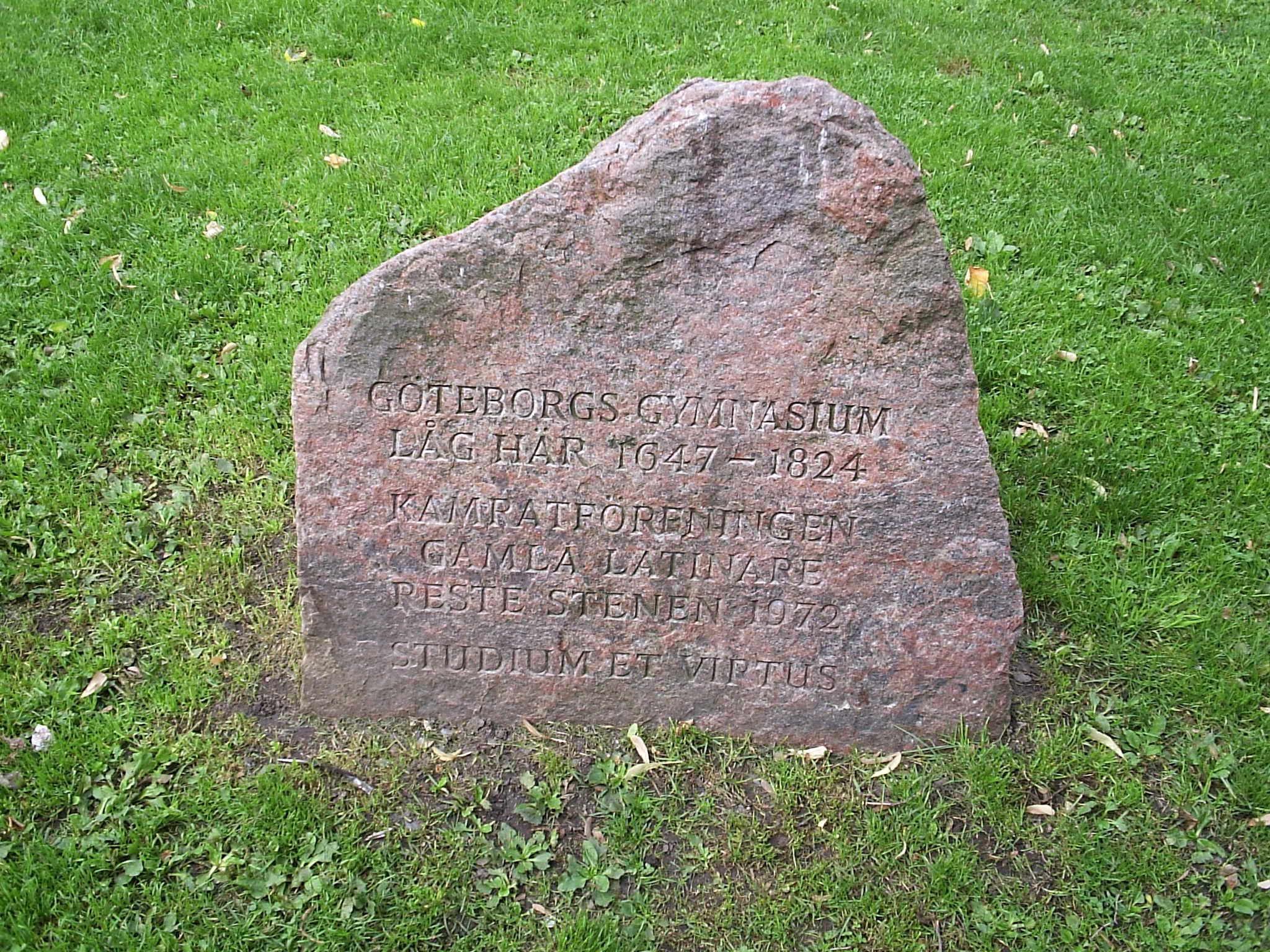
Minnessten över Göteborgs gymnasium som åren 1647-1824 låg invid domkyrkan.

- 360° Panorama över interiör
- Wikimedia Commons har media som rör Göteborgs domkyrka.